# Grill den Henssler
Grill den Henssler (in Staffel 1 mit dem Untertitel die neue Kocharena) ist eine Koch- und Spielshow des Fernsehsenders VOX. Die Sendung ist eine Überarbeitung des Formates Die Kocharena, an deren Stelle sie trat. In der Show treten üblicherweise drei Prominente (gelegentlich auch drei Zweierteams oder ein einzelner Kontrahent) in einem kulinarischen Wettkampf gegen Fernsehkoch Steffen Henssler an. Ziel ist es, am Ende insgesamt die meisten Punkte erkocht bzw. erspielt zu haben.

## Format

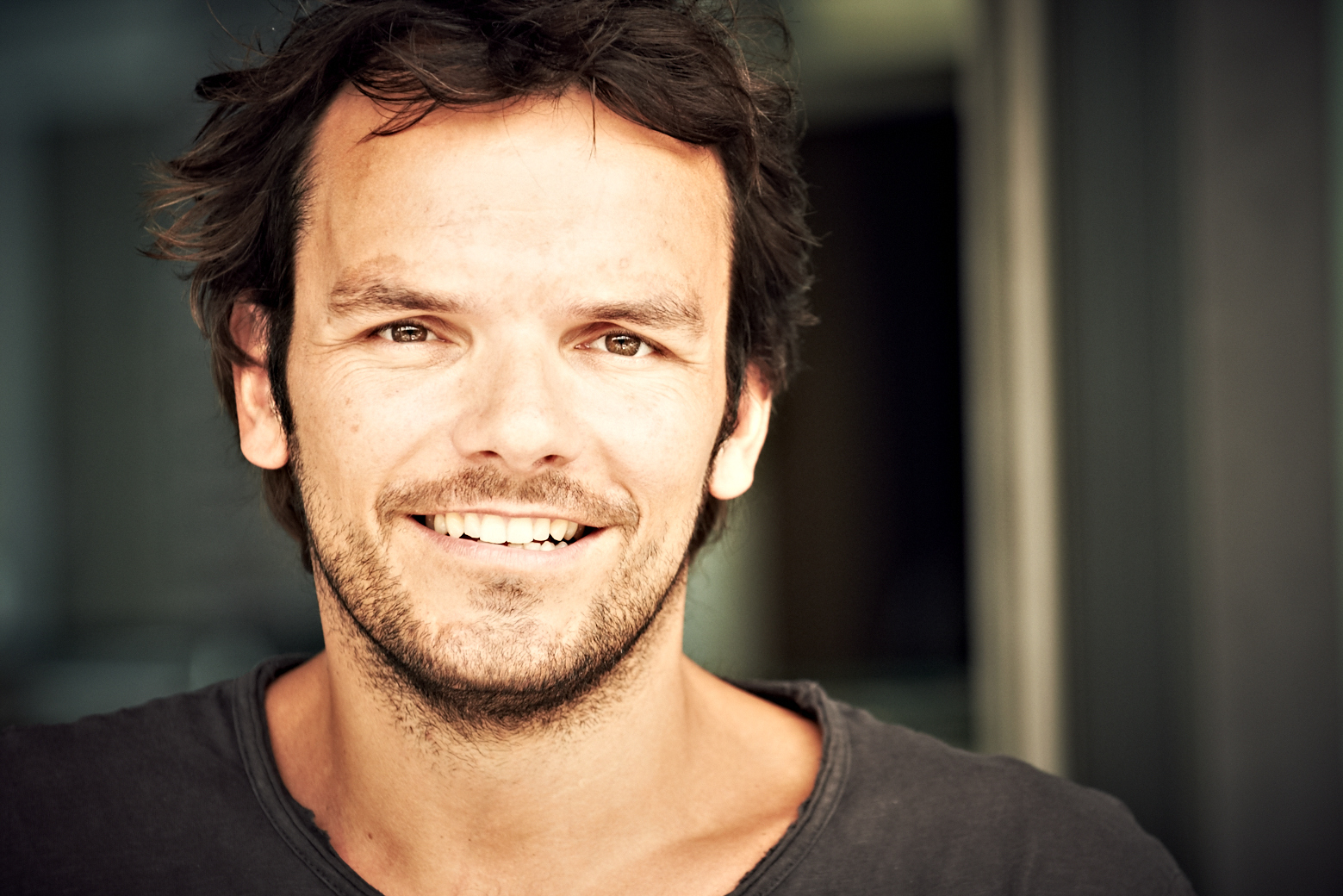
Profikoch Steffen Henssler

Im Verlauf der Sendung werden vier Gänge gekocht: Bei der ersten Kochrunde, dem „Impro-Gang“, in dem innerhalb von neun Minuten ein Gericht zubereitet werden muss, treten die Prominenten gemeinsam gegen Steffen Henssler an. In den weiteren Gängen, in denen ein unterschiedliches Zeitlimit von maximal 30 Minuten (in Ausnahmefällen etwas mehr) festgelegt ist, kochen sie jeweils alleine. Dabei werden sie von einem Profikoch gecoacht. Dieser hat die zu kochenden Gerichte vorher mit ihnen geprobt; während der Sendung darf er ab 90 Sekunden vor Ende der Kochzeit beim Anrichten helfen, damit die Jury nicht an der Optik die Teller des Profis und des Laien erkennen kann (bis Staffel 7 erfolgte die Hinweisgebung nur von einem Hochsitz, seitdem von einer kleinen abgegrenzten Bühne aus). Henssler hingegen bekommt die geforderten Zutaten erst in der Sendung und ohne Rezeptur benannt.
Am Ende jedes Ganges werden die Speisen von einer Jury mittels einer Skala von jeweils null bis zehn Punkten beurteilt. Der Fußballmanager Reiner Calmund ist seit Sendungsbeginn Dauerjuror in der Show. Neben ihm bewerten seit Staffel 9 der Koch und Restauranttester Christian Rach sowie seit Staffel 17 die Moderatorin Jana Ina Zarrella die Speisen. Während der Jurybeurteilung befinden sich Henssler und der jeweilige Promi samt Kochcoach hinter einem Sichtschutz, damit die Jury neutral urteilen kann. Der Sieger der jeweiligen Kochrunde spendet sein Preisgeld in Höhe von 4.000 Euro (in der ersten Staffel 3.000 Euro) einem wohltätigen Zweck.
Stehen die Teller erst nach Ablauf der Zubereitungszeit auf den Plätzen der Jury, werden sie üblicherweise nicht in die Wertung einbezogen. Wurde in den ersten Jahren noch sehr streng darauf geachtet, werden mittlerweile auch um wenige Sekunden verspätet angerichtete Teller meist mitgewertet.
Zwischen den Kochgängen werden insgesamt noch drei „Küchen-Competitions“ durchgeführt, bei denen kleine Aufgaben zu Geschicklichkeit, Ausdauer oder Ähnlichem gespielt werden. Pro Wettbewerb können drei zusätzliche Wertungspunkte für das Endergebnis erspielt werden.
Neuerungen ab Staffel 7
Im Rahmen eines Redesigns wurde das komplette Studio zu Staffel 7 umgebaut. Das bisherige Rot wurde durch Grau und Elemente von Holz und Edelstahl ersetzt. Zudem wurden einige Regeln der Sendung verändert:
- Der Kochcoach durfte nun die komplette Zeit in gewissem Rahmen bei der Zubereitung der Gerichte auf einer Coachbühne, die er bis 90 Sekunden vor Ablauf der Zeit nicht verlassen durfte, helfen; Abschmecken war ihm aber nach wie vor untersagt. Den Hochsitz gab es – außer im Sommer-Special 2017 – nicht mehr. Seit der neunten Staffel dürfen erneut nur Hinweise gegeben werden.
- Statt der Tellerfarben Rot und Grün sind die Teller nun Rot und Blau.
- Alle Zutaten waren nun gesondert in einem Regal im Hintergrund einsortiert. Lebensmittel in Kühlschränken und Schubladen innerhalb der Küche waren nicht mehr vorhanden. Vier bis fünf Minuten vor Ablauf der Kochzeit schlossen sich Tore vor den Regalen, somit konnten nachträglich keine Zutaten mehr geholt werden. In der ersten Sendung der siebten Staffel wurden die Tore beim Impro-Gang drei Minuten vor Ablauf geschlossen, ab der zweiten Sendung blieben sie die komplette Zeit offen. In der achten Staffel wurden die Tore im Impro-Gang 90 Sekunden vor Ablauf der Zeit geschlossen. Seit der neunten Staffel befinden sich alle Lebensmittel wieder im Küchenbereich.
- Der Sichtschutz zwischen Jury und Kochteams, der bisher aus zwei farbigen Kühlschranktüren bestand, ist nun eine große Wand, die von der Studiodecke heruntergelassen wurde. Dabei ist jeweils eine Hälfte der Wand in der jeweiligen Tellerfarbe gestrichen.
- Im Impro-Gang gab es zehn statt acht Minuten Zeit. Nach fünf Minuten wurde beiden Teams eine achte zu verarbeitende Zutat präsentiert, von der selbst das Promi-Team nichts wusste. Ab der achten Staffel wurde diese Regelung wieder fallengelassen. Seit der neunten Staffel sind nur noch drei Zutaten vorgegeben, das Zeitlimit betrug weiterhin acht Minuten.

Kurzzeitige Neuerung in Staffel 11
Mit Beginn von Staffel 11 am 10. Mai 2020 wurde vor dem Impro-Gang die „Coach-Competition“ eingeführt. Sowohl der jeweilige Kochcoach als auch Henssler mussten eine bestimmte Zutat aus einem Bonbon herausschmecken und schnellstmöglich benennen. Bei einer Falschantwort bekam das Gegenüber den Preis. Der Gewinner erhielt eine symbolische Minute, mit der er innerhalb eines Kochgangs (außer dem Impro-Gang) dem Herausforderer eine Minute Kochzeit abziehen konnte. Beim Promi-Team verkürzte sich die Zeit, in der der Coach helfen darf, von 90 auf 30 Sekunden. Die Coach-Competition wurde nur in den Ausgaben 81 und 82 durchgeführt; beide Duelle entschied Henssler für sich, wobei er beim zweiten Mal auf die Einlösung der „Strafminute“ verzichtete.
Neuerung ab Staffel 14
Seit Beginn von Staffel 14 wertet die Jury nicht mehr mit Punktekarten, sondern über ein Touchpad. Während der Verkostung wird nicht mehr gesprochen, stattdessen läuft im Hintergrund Musik, die erst mit Abschluss der Punkteeingabe endet. Danach wird wie gehabt einzeln beurteilt und die vergebene Punktzahl auf einem Bildschirm am jeweiligen Jurytisch angezeigt.
In Sendung 98 vom 18. April 2021 traten erstmals vier Nicht-Prominente gegen Henssler an. Dazu wurde das Konzept leicht abgewandelt; Details siehe unten. In Show 112 waren die Kontrahenten ebenfalls Hobbyköche.
Deutschland grillt den Henssler
Im Herbst 2024 wurde keine neue Staffel produziert, stattdessen wurden vier zusammenhängende Folgen unter dem Titel Deutschland grillt den Henssler mit leicht verändertem Konzept ausgestrahlt, die wie die Sommerspecials auf der Seebühne im Elbauenpark Magdeburg aufgezeichnet wurden. Statt der Grills wurden für diese Folgen wie im Studio voll ausgestattete Küchen aufgebaut und genutzt.
In jeder Folge gab es vier Kochgänge, in denen jeweils ein typisches Gericht eines Bundeslandes gekocht werden musste. In den Folgen wurden alle Bundesländer aufsteigend nach Anzahl der Einwohner geordnet. Für jedes Bundesland trat ein Promi aus dem jeweiligen Bundesland zusammen mit einem lokalen Profikoch gegen Henssler an. Küchencompetitions wurden nicht durchgeführt.
Bewertet wurden die Gänge jeweils von der Jury aus den normalen Folgen, wobei abwechselnd jeweils ein Jurymitglied durch einen Gastjuror ersetzt wurde, der Experte der jeweiligen Landesküche ist. Vereinzelte Gänge wurden auch nur durch einen Gastjuror bewertet. Nach dem Probieren mussten die Juroren möglichst ohne Wertung ihre Meinung zu den beiden Tellern bekanntgeben. Die Bewertung erfolgte anschließend nicht wie in den normalen Folgen mit Punkten, sondern mit gleichzeitig hochgehobenen Kellen in der jeweiligen Tellerfarbe. Jeder Juror konnte also nur seinen Favoriten nennen. In einem Gang jeder Folge (mit einem einfachen Gericht) wurde die Bewertung durch einen ausgewählten Block der Zuschauer, wieder jeweils ergänzt durch einen Gastjuror (in der letzten Folge wurden die drei normalen Jurymitglieder dazugesetzt), durchgeführt. In diesen Gängen mussten von beiden Seiten immer jeweils 21 Portionen gekocht werden. Die Bewertung erfolgte anschließend mittels hochgehobener Karten in der jeweiligen Tellerfarbe.
Der Gewinner bekam eine aufsteigende Anzahl an Punkten, von einem Punkt für Bremen bis 16 Punkte für Nordrhein-Westfalen. Außerdem wurde eine große aufgebaute Deutschlandkarte immer mit Teilen in Form der Bundesländer mit der entsprechenden Teamfarbe ergänzt.

## Jury & Moderation

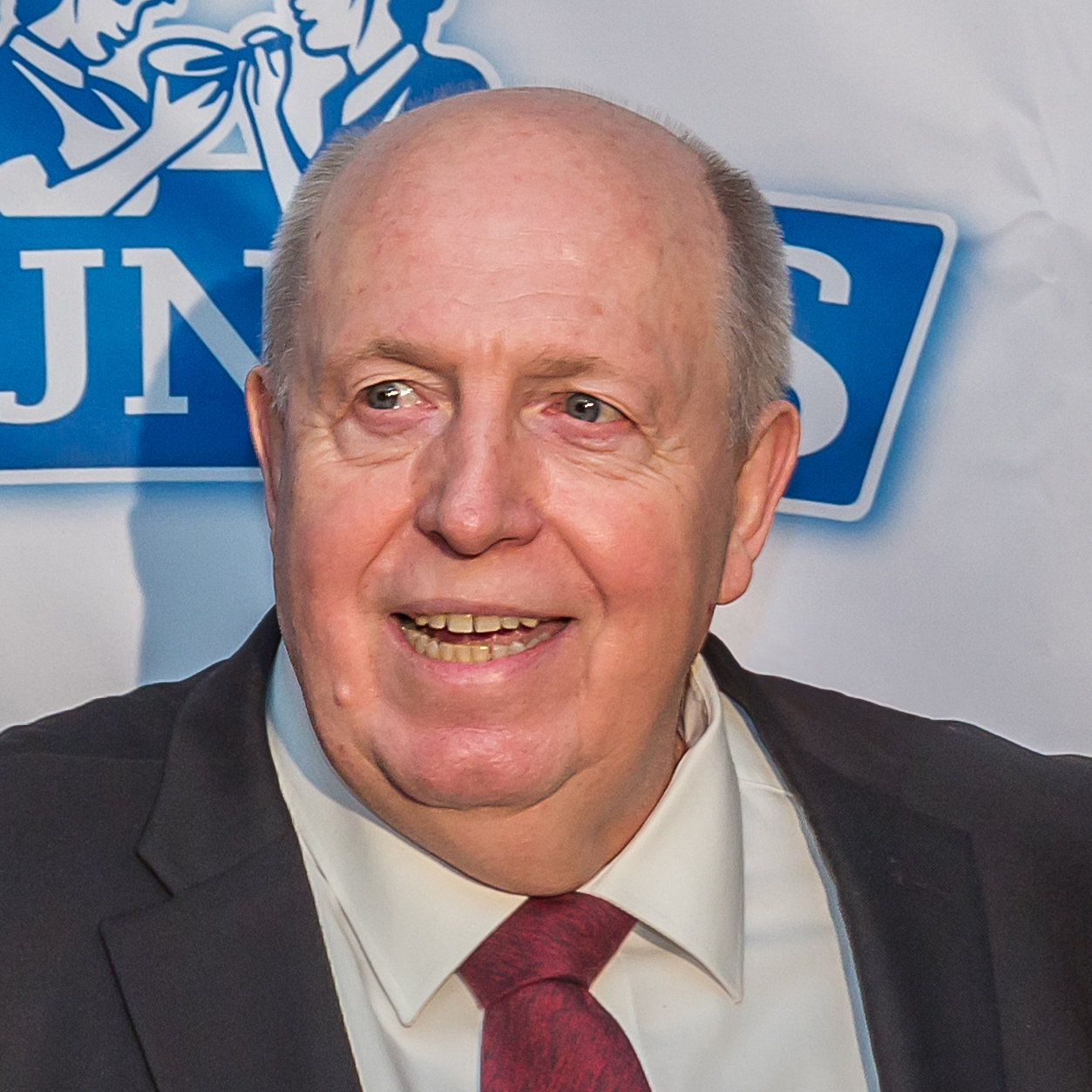
Reiner Calmund (Juror)
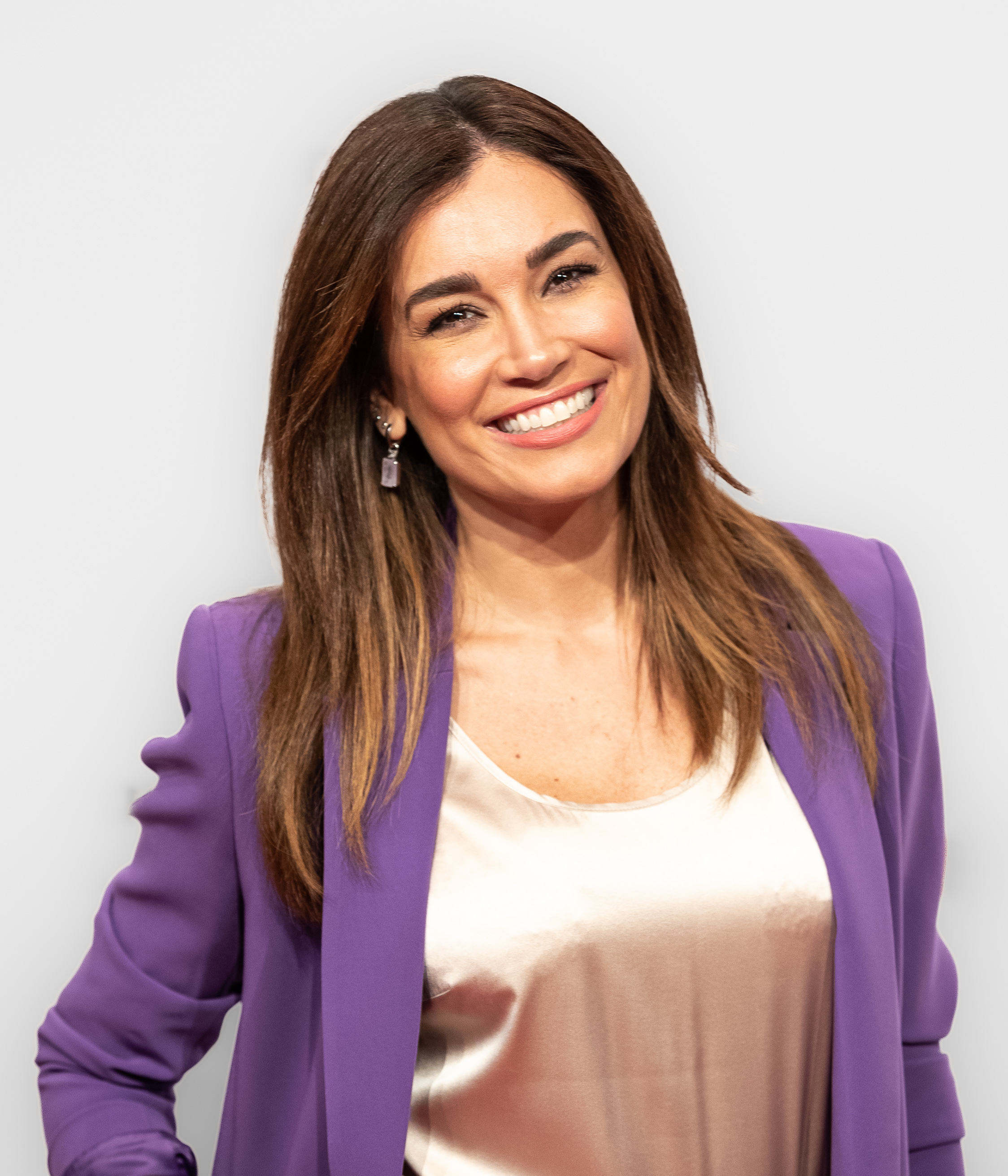
Jana Ina Zarrella (Jurorin)
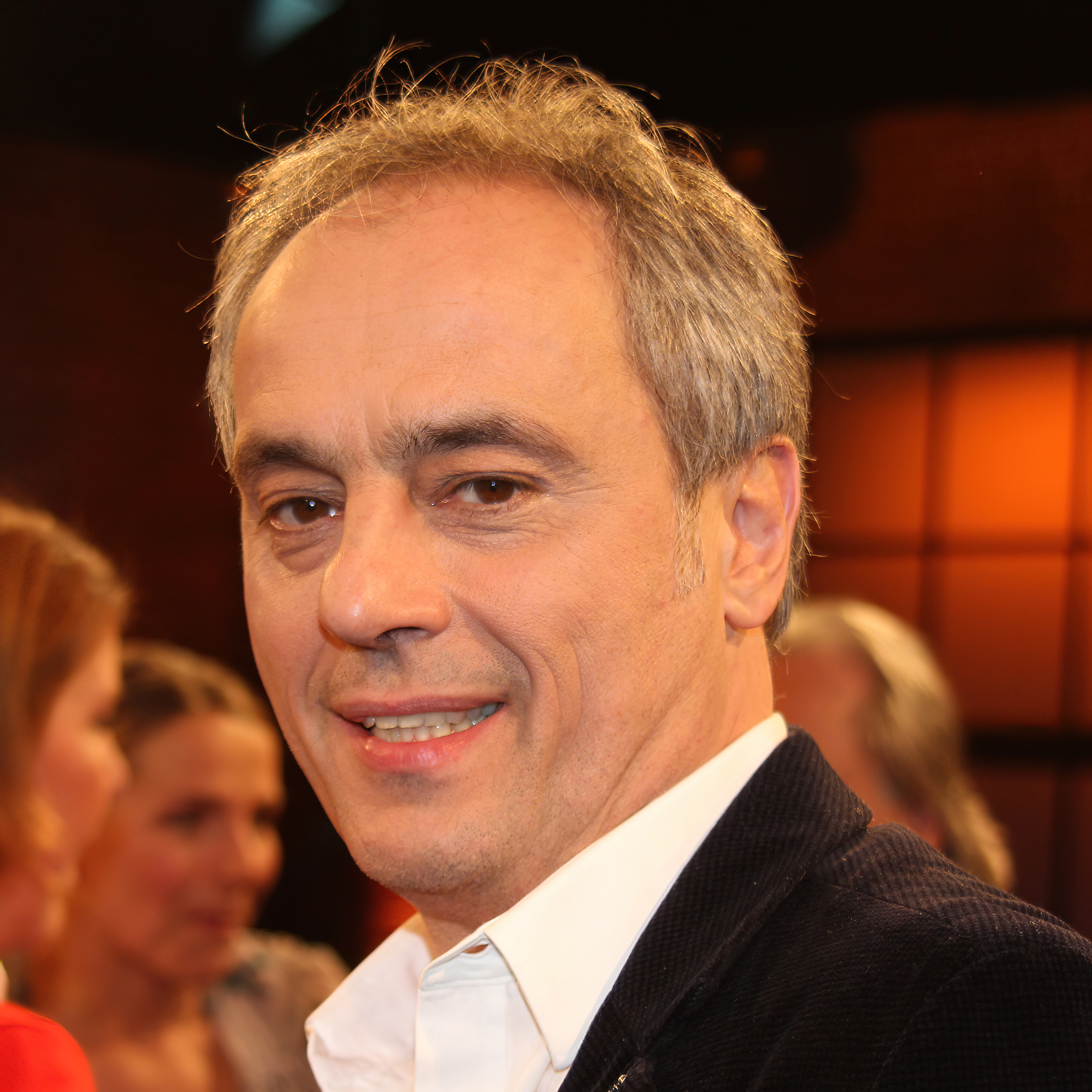
Christian Rach (Juror)
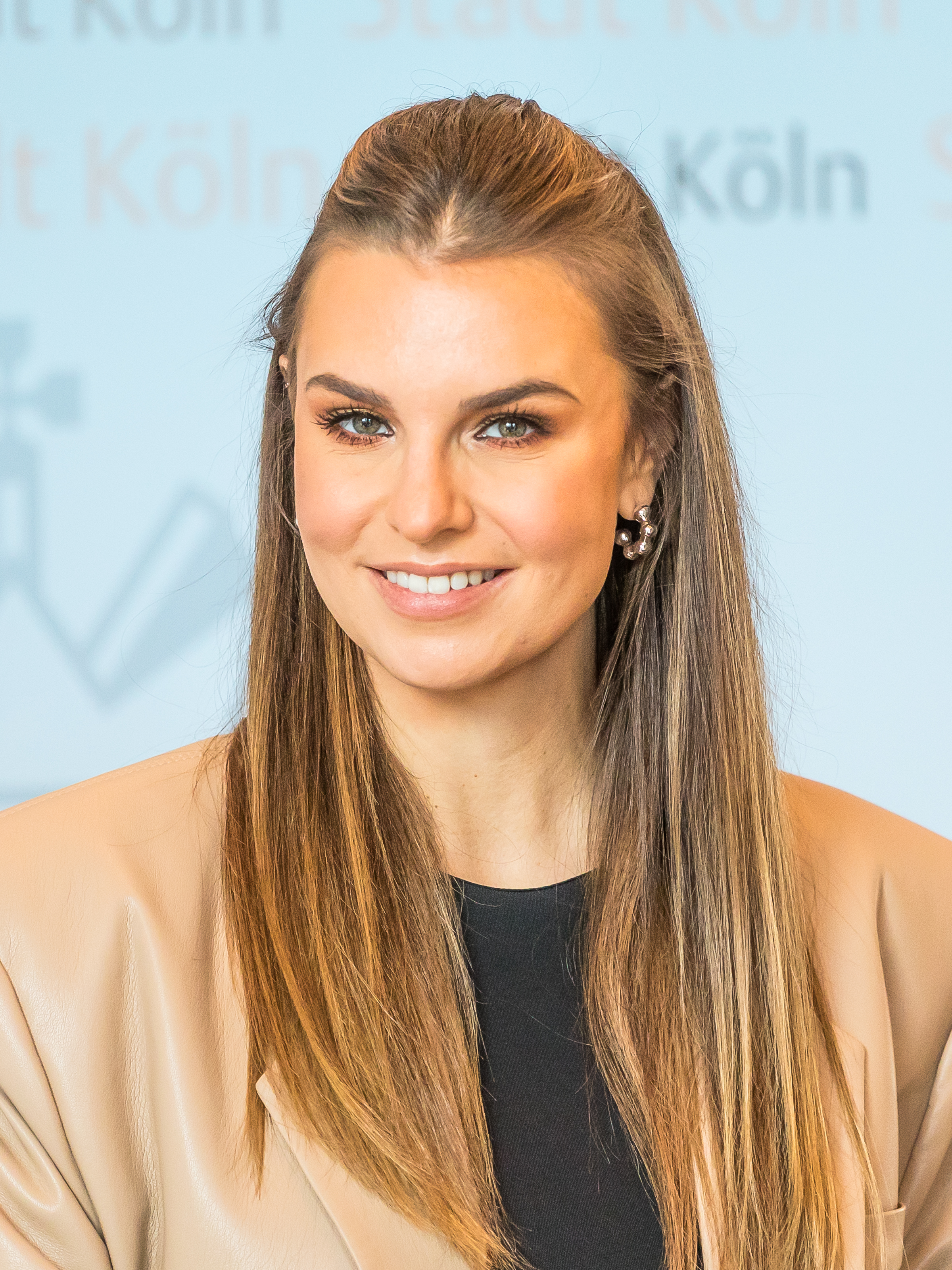
Laura Wontorra (Moderatorin)

| Staffel      | Juroren           | Juroren                | Juroren          | Moderation     |
| ------------ | ----------------- | ---------------------- | ---------------- | -------------- |
| 1            | Heinz Horrmann    | Enie van de Meiklokjes | Reiner Calmund E | Jochen Schropp |
| 2            | Heinz Horrmann    | Enie van de Meiklokjes | Reiner Calmund E | Ruth Moschner  |
| 3            | Heinz Horrmann    | Natalie Lumpp          | Reiner Calmund E | Ruth Moschner  |
| 4            | Heinz Horrmann    | Natalie Lumpp          | Reiner Calmund E | Ruth Moschner  |
| 5            | Heinz Horrmann    | Natalie Lumpp          | Reiner Calmund E | Ruth Moschner  |
| 6            | Heinz Horrmann    | Natalie Lumpp          | Reiner Calmund E | Ruth Moschner  |
| Special 2016 | Heinz Horrmann    | Natalie Lumpp          | Reiner Calmund E | Ruth Moschner  |
| 7            | 0Gerhard Retter A | Hannah Schmitz         | Reiner Calmund E | Ruth Moschner  |
| 8            | 0Gerhard Retter A | Maria Groß             | Reiner Calmund E | Ruth Moschner  |
| Special 2017 | 0Gerhard Retter A | Maria Groß             | Reiner Calmund E | Ruth Moschner  |
| 9            | 0Christian Rach D | 0Mirja Boes C          | Reiner Calmund E | Annie Hoffmann |
| Special 2019 | 0Christian Rach D | 0Mirja Boes C          | Reiner Calmund E | Annie Hoffmann |
| 010 B        | 0Christian Rach D | 0Mirja Boes C          | Reiner Calmund E | Annie Hoffmann |
| 11           | 0Christian Rach D | 0Mirja Boes C          | Reiner Calmund E | Laura Wontorra |
| 12           | 0Christian Rach D | 0Mirja Boes C          | Reiner Calmund E | Laura Wontorra |
| 13           | 0Christian Rach D | 0Mirja Boes C          | Reiner Calmund E | Laura Wontorra |
| 14           | 0Christian Rach D | 0Mirja Boes C          | Reiner Calmund E | Laura Wontorra |
| Special 2021 | 0Christian Rach D | 0Mirja Boes C          | Reiner Calmund E | Laura Wontorra |
| 15           | 0Christian Rach D | 0Mirja Boes C          | Reiner Calmund E | Laura Wontorra |
| 16           | 0Christian Rach D | 0Mirja Boes C          | Reiner Calmund E | Laura Wontorra |
| Special 2022 | 0Christian Rach D | 0Mirja Boes C          | Reiner Calmund E | Laura Wontorra |
| 17           | 0Christian Rach D | Jana Ina Zarrella      | Reiner Calmund E | Laura Wontorra |
| 18           | 0Christian Rach D | Jana Ina Zarrella      | Reiner Calmund E | Laura Wontorra |
| Special 2023 | 0Christian Rach D | Jana Ina Zarrella      | Reiner Calmund E | Laura Wontorra |
| 19           | 0Christian Rach D | Jana Ina Zarrella      | Reiner Calmund E | Laura Wontorra |
| 20           | 0Christian Rach D | Jana Ina Zarrella      | Reiner Calmund E | Laura Wontorra |
| Special 2024 | 0Christian Rach D | Jana Ina Zarrella      | Reiner Calmund E | Laura Wontorra |
| Deutschland  | 0Christian Rach D | Jana Ina Zarrella      | Reiner Calmund E | Laura Wontorra |
| 21           | 0Christian Rach D | Jana Ina Zarrella      | Reiner Calmund E | Laura Wontorra |

Daneben tritt seit Ausgabe 93 (Staffel 13) der Produktionsmitarbeiter Howan Ari in der Sendung auf, der Henssler gelegentlich assistiert („Hensslers Zivi“).

## Produktion
Grill den Henssler wird von ITV Studios Germany produziert. Die Aufzeichnung der Sendung erfolgt in den Magic-Media-Company-Studios in Köln-Ossendorf. Seit 2016 werden regelmäßig Sommer-Specials produziert, die auf der Seebühne im Elbauenpark in Magdeburg aufgezeichnet werden.
Nachdem Steffen Henssler nach dem Sommer-Special 2017 zu ProSieben wechselte, wurde die Sendung vorübergehend eingestellt und anstelle derer das ähnliche Format Grill den Profi ausgestrahlt.
Am 19. Oktober 2018 wurde bekannt, dass Henssler zu VOX zurückkehrt. Am 5. Mai 2019 startete nach mehr als anderthalbjähriger Pause Staffel 9.

## Sendungsübersicht
Die Prominenten sind in der Reihenfolge der Einzelkochgänge sortiert (Vorspeise, Hauptgericht und Dessert). Die Fettschreibung signalisiert den Gewinn des einzelnen Kochgangs (Unentschieden sind nicht markiert).

### Staffel 1
| Nr. ges. | Nr. | Erstausstrahlung   | Prominente Gäste                                      | Mentor-Koch      | Gesamtsieg         |
| -------- | --- | ------------------ | ----------------------------------------------------- | ---------------- | ------------------ |
| 1        | 1   | 29. September 2013 | Anna Thalbach, Henning Wehland und Panagiota Petridou | Nelson Müller    | Henssler (89 : 75) |
| 2        | 2   | 6. Oktober 2013    | Isabell Horn, Janina Uhse und Sıla Şahin              | Björn Freitag    | Henssler (80 : 71) |
| 3        | 3   | 13. Oktober 2013   | Johanna Klum, Dave Davis und Detlef Steves            | Nelson Müller    | Henssler (91 : 90) |
| 4        | 4   | 20. Oktober 2013   | Lisa Feller, Jochen Bendel und Olivia Jones           | Martin Baudrexel | Henssler (83 : 69) |
| 5        | 5   | 27. Oktober 2013   | Jana Ina Zarrella, Thomas Rath und Regina Halmich     | Ralf Zacherl     | Henssler (95 : 63) |
| 6        | 6   | 3. November 2013   | Bürger Lars Dietrich, Sissi Perlinger und Kalle Pohl  | Ralf Zacherl     | Henssler (86 : 75) |

### Staffel 2
| Nr. ges. | Nr. | Erstausstrahlung           | Prominente Gäste                                          | Mentor-Koch    | Gesamtsieg              |
| -------- | --- | -------------------------- | --------------------------------------------------------- | -------------- | ----------------------- |
| 7        | 1   | 6. April 2014              | Axel Stein, Joachim Llambi und Sonya Kraus                | Ralf Zacherl   | Promi-Team (84 : 68)    |
| 8        | 2   | 13. April 2014             | Matthias Steiner, Matze Knop und Fernanda Brandão         | Mario Kotaska  | Unentschieden (90 : 90) |
| 9        | 3   | 20. April 2014             | Frank „Froonck“ Matthée, Mickie Krause und Britt Hagedorn | Björn Freitag  | Henssler (88 : 68)      |
| 10       | 4   | 27. April 2014             | Janine Kunze, Detlef Steves und Jana Ina Zarrella         | Björn Freitag  | Promi-Team (78 : 74)    |
| 11       | 5   | 4. Mai 2014 (GZSZ-Spezial) | Clemens Löhr, Wolfgang Bahro und Tayfun Baydar            | Frank Buchholz | Henssler (86 : 75)      |
| 12       | 6   | 11. Mai 2014               | Jasmin Wagner, Johannes Strate und Oliver Wnuk            | Ali Güngörmüş  | Henssler (91 : 84)      |

### Staffel 3
| Nr. ges. | Nr. | Erstausstrahlung  | Prominente Gäste                                                    | Mentor-Koch     | Gesamtsieg              |
| -------- | --- | ----------------- | ------------------------------------------------------------------- | --------------- | ----------------------- |
| 13       | 1   | 12. Oktober 2014  | Arne Friedrich, Bettina Wulff und Anni Friesinger-Postma            | Ali Güngörmüş   | Henssler (82 : 72)      |
| 14       | 2   | 19. Oktober 2014  | Wilson Gonzalez Ochsenknecht, Annett Möller und Florian Silbereisen | Stefan Marquard | Henssler (76 : 63)      |
| 15       | 3   | 26. Oktober 2014  | Detlef Steves, Claudia Effenberg und Stefanie Giesinger             | Tobias Frerks   | Unentschieden (76 : 76) |
| 16       | 4   | 2. November 2014  | Ross Antony, Hardy Krüger jr. und Max Giermann                      | Meta Hiltebrand | Henssler (80 : 59)      |
| 17       | 5   | 9. November 2014  | Katrin Müller-Hohenstein, Alexander Klaws und Motsi Mabuse          | Ali Güngörmüş   | Henssler (78 : 77)      |
| 18       | 6   | 16. November 2014 | Verona Pooth, Atze Schröder und Thomas Anders                       | Frank Buchholz  | Henssler (91 : 72)      |
| 19       | 7   | 23. November 2014 | Gregor Meyle, Sabrina Setlur und Panagiota Petridou                 | Björn Freitag   | Henssler (85 : 73)      |
| 20       | 8   | 30. November 2014 | Amiaz Habtu, Melanie Müller und Mrs. Greenbird                      | Chakall         | Henssler (82 : 65)      |

### Staffel 4
| Nr. ges. | Nr. | Erstausstrahlung                     | Prominente Gäste                                                                        | Mentor-Koch     | Gesamtsieg           |
| -------- | --- | ------------------------------------ | --------------------------------------------------------------------------------------- | --------------- | -------------------- |
| 21       | 1   | 19. April 2015                       | Larissa Marolt, Charlotte Würdig und Paul Panzer                                        | Ralf Zacherl    | Henssler (77 : 59)   |
| 22       | 2   | 26. April 2015                       | Antoine Monot, Jr., Mirjam Weichselbraun und Ruth Moschner 1                            | Mario Kotaska   | Henssler (71 : 64)   |
| 23       | 3   | 3. Mai 2015                          | Oliver Petszokat, Lilly Becker und Jürgen Drews                                         | Ali Güngörmüş   | Henssler (75 : 69)   |
| 24       | 4   | 10. Mai 2015 (Muttertag-Spezial 1) 2 | Evdokia und Panagiota Petridou, Lilli und Dana Schweiger sowie Nicole und Detlef Steves | Stephan Staats  | Promi-Team (73 : 64) |
| 25       | 5   | 17. Mai 2015                         | Martin Rütter, Stefanie Hertel und Mirja Boes                                           | Nelson Müller   | Henssler (73 : 58)   |
| 26       | 6   | 24. Mai 2015                         | Silvia Schneider, Alessandra Meyer-Wölden und Magdalena Neuner                          | Rainer Sass     | Henssler (89 : 66)   |
| 27       | 7   | 31. Mai 2015 3                       | Jeannine Michaelsen, Mark Forster und Judith Williams                                   | Meta Hiltebrand | Henssler (80 : 62)   |
| 28       | 8   | 7. Juni 2015 3, 4                    | Annett Möller, Sabrina Setlur und Bettina Wulff                                         | Stefan Marquard | Promi-Team (78 : 69) |

### Staffel 5
| Nr. ges. | Nr. | Erstausstrahlung                      | Prominente Gäste                                                                              | Mentor-Koch     | Gesamtsieg           |
| -------- | --- | ------------------------------------- | --------------------------------------------------------------------------------------------- | --------------- | -------------------- |
| 29       | 1   | 18. Oktober 2015                      | Verona Pooth, Uwe Ochsenknecht und Tobias Künzel                                              | Stefan Marquard | Henssler (77 : 62)   |
| 30       | 2   | 25. Oktober 2015                      | Mieze Katz, Jochen Schweizer und Evelyn Weigert                                               | Nelson Müller   | Henssler (81 : 77)   |
| 31       | 3   | 1. November 2015                      | Rabea Schif, Christine Neubauer und Jimi Blue Ochsenknecht                                    | Ali Güngörmüş   | Henssler (76 : 67)   |
| 32       | 4   | 8. November 2015 5                    | Sarah Knappik, The BossHoss und Simon Gosejohann                                              | Meta Hiltebrand | Henssler (74 : 68)   |
| 33       | 5   | 15. November 2015 (Pärchen-Spezial 1) | Rebecca Mir und Massimo Sinató, Claudia und Stefan Effenberg sowie Marianne und Michael Hartl | Ralf Zacherl    | Henssler (99 : 89)   |
| 34       | 6   | 22. November 2015                     | Joyce Ilg, Hans Sarpei und Jorge González                                                     | Mario Kotaska   | Henssler (70 : 66)   |
| 35       | 7   | 29. November 2015 6                   | Sıla Şahin, Enissa Amani und Guildo Horn                                                      | Rainer Sass     | Henssler (82 : 70)   |
| 36       | 8   | 6. Dezember 2015 7                    | Jana Pallaske, Marco Schreyl und Hella von Sinnen                                             | Christian Lohse | Promi-Team (79 : 68) |

### Staffel 6
| Nr. ges. | Nr. | Erstausstrahlung | Prominente Gäste                                               | Mentor-Koch     | Gesamtsieg         |
| -------- | --- | ---------------- | -------------------------------------------------------------- | --------------- | ------------------ |
| 37       | 1   | 17. April 2016   | Erdoğan Atalay, Eva Mona Rodekirchen und Tom Beck              | Ali Güngörmüş   | Henssler (81 : 78) |
| 38       | 2   | 24. April 2016 8 | Helena Fürst, Sophia Wollersheim und Menderes Bağcı            | Christian Lohse | Henssler (69 : 60) |
| 39       | 3   | 1. Mai 2016      | Lilly und Boris Becker 9, Christian Berkel und Andrea Sawatzki | Christian Lohse | Henssler (91 : 74) |
| 40       | 4   | 8. Mai 2016      | Christina Stürmer, Guido Cantz und Jeanette Biedermann         | Rainer Sass     | Henssler (77 : 61) |
| 41       | 5   | 15. Mai 2016     | Senna Gammour, Vincent Krüger und Natascha Ochsenknecht        | Stefan Marquard | Henssler (89 : 62) |
| 42       | 6   | 22. Mai 2016 10  | Lars Riedel, Esther Schweins und Panagiota Petridou            | Ralf Zacherl    | Henssler (85 : 54) |
| 43       | 7   | 29. Mai 2016     | Gülcan Kamps, Leonard Freier und Sabia Boulahrouz              | Nelson Müller   | Henssler (95 : 87) |
| 44       | 8   | 5. Juni 2016     | Motsi Mabuse, Stefan Mross und Tim Oliver Schultz              | Mario Kotaska   | Henssler (71 : 69) |

### Sommer-Special 2016
Im Juli 2016 wurde erstmals ein Sommer-Special ausgestrahlt. Hauptunterschied zur regulären Ausgabe ist die Aufzeichnung unter freiem Himmel auf der Seebühne im Elbauenpark Magdeburg. Zudem stehen nur Grills zur Zubereitung der Speisen bereit.
| Nr. ges. | Nr. | Erstausstrahlung | Prominente Gäste                                    | Mentor-Koch     | Gesamtsieg           |
| -------- | --- | ---------------- | --------------------------------------------------- | --------------- | -------------------- |
| 45       | 1   | 17. Juli 2016    | Jan Leyk, Thorsten Legat und Ulla Kock am Brink     | Christian Lohse | Henssler (84 : 80)   |
| 46       | 2   | 24. Juli 2016    | Julius Brink, Henning Krautmacher und Sonya Kraus   | Stefan Wiertz   | Promi-Team (77 : 73) |
| 47       | 3   | 31. Juli 2016 P  | Matthias Steiner, Samy Deluxe und Evelyn Weigert 11 | Christoph Brand | Henssler (84 : 80)   |

### Staffel 7
Ab Oktober 2016 wurde Staffel 7 ausgestrahlt. Ab dieser Staffel gab es ein neues Studio, neue Regeln und teilweise eine neue Jury.
| Nr. ges. | Nr. | Erstausstrahlung    | Prominente Gäste                                                        | Mentor-Koch     | Gesamtsieg              |
| -------- | --- | ------------------- | ----------------------------------------------------------------------- | --------------- | ----------------------- |
| 48       | 1   | 9. Oktober 2016     | Ivo Kortlang, Mirja du Mont und Detlef Steves                           | Ali Güngörmüş   | Henssler (90 : 82)      |
| 49       | 2   | 16. Oktober 2016    | Paul Panzer, Nina Moghaddam und Mario Barth                             | Frank Buchholz  | Henssler (87 : 73)      |
| 50       | 3   | 23. Oktober 2016 12 | Marijke Amado, Jan Hahn, Sarah und Pietro Lombardi                      | Frank Buchholz  | Henssler (78 : 74)      |
| 51       | 4   | 30. Oktober 2016    | Mimi Fiedler, Sonja Kirchberger und Jan Leyk                            | Christian Lohse | Henssler (97 : 94)      |
| 52       | 5   | 6. November 2016    | Nina Bott, Oliver Wnuk und Kaya Yanar                                   | Christian Lohse | Henssler (94 : 93)      |
| 53       | 6   | 13. November 2016   | Martin Rütter, Tim Oliver Schultz sowie Valentina und Cheyenne Pahde 13 | Ali Güngörmüş   | Unentschieden (88 : 88) |
| 54       | 7   | 20. November 2016   | Frank Buschmann, Mieze Katz und Tim Bendzko                             | Stefan Wiertz   | Promi-Team (93 : 92)    |
| 55       | 8   | 27. November 2016   | Mousse T., Annett Möller und Laura Wontorra                             | Stefan Marquard | Promi-Team (92 : 90)    |

### Staffel 8
Ab dem 2. April 2017 wurde Staffel 8 mit erneut veränderter Jury ausgestrahlt.
| Nr. ges. | Nr. | Erstausstrahlung    | Prominente Gäste                                        | Mentor-Koch     | Gesamtsieg           |
| -------- | --- | ------------------- | ------------------------------------------------------- | --------------- | -------------------- |
| 56       | 1   | 2. April 2017 P     | Mustafa Alin, Sarah Lombardi und Kader Loth             | Ralf Zacherl    | Henssler (82 : 65)   |
| 57       | 2   | 9. April 2017 P, 14 | Florian Wess, Hanka Rackwitz und Marc Terenzi           | Mario Kotaska   | Henssler (84 : 77)   |
| 58       | 3   | 16. April 2017 P    | Frauke Ludowig, Max Giermann und Pietro Lombardi        | Ali Güngörmüş   | Promi-Team (83 : 78) |
| 59       | 4   | 23. April 2017 P    | Eko Fresh, Verena Kerth und Alexander „Honey“ Keen 15   | Stefan Wiertz   | Henssler (83 : 57)   |
| 60       | 5   | 30. April 2017 P    | Chris Tall, Timur Bartels und Jessica Ginkel            | Stefan Marquard | Promi-Team (82 : 73) |
| 61       | 6   | 7. Mai 2017         | Roberto Blanco, Detlef Steves 16 und Verona Pooth       | Rainer Sass     | Promi-Team (86 : 77) |
| 62       | 7   | 14. Mai 2017        | Max Giesinger, Sami Slimani und Collien Ulmen-Fernandes | Christian Lohse | Henssler (87 : 83)   |
| 63       | 8   | 21. Mai 2017        | Senna Gammour, Joachim Llambi und Paul Janke            | Ali Güngörmüş   | Promi-Team (89 : 86) |

### Sommer-Special 2017/2018
Wie bereits 2016 wurden drei Sommer-Specials auf der Seebühne im Elbauenpark in Magdeburg aufgezeichnet. Erneut war die Zubereitung der Speisen auf Grills beschränkt.
In der am 30. September 2018 ausgestrahlten Ausgabe des Ablegers Grill den Profi trat Steffen Henssler als Profi-Koch an. In der offiziellen Zählung der Episoden wird diese Folge mit zum Format „Grill den Henssler“ gezählt.
| Nr. ges. | Nr. | Erstausstrahlung   | Prominente Gäste                                                           | Mentor-Koch      | Gesamtsieg         |
| -------- | --- | ------------------ | -------------------------------------------------------------------------- | ---------------- | ------------------ |
| 64       | 1   | 20. August 2017    | Mimi Fiedler, Chris Tall und Evelyn Weigert                                | Ali Güngörmüş    | Henssler (78 : 68) |
| 65       | 2   | 27. August 2017    | Gil Ofarim, Noah Becker und Larissa Marolt                                 | Sebastian Lege   | Henssler (94 : 71) |
| 66       | 3   | 3. September 2017  | Eric Stehfest, Dennis aus Hürth sowie Panagiota Petridou und Detlef Steves | Mario Kotaska    | Henssler (90 : 84) |
| 67       | —   | 30. September 2018 | Evelyn Burdecki, Oliver Pocher und Dennis aus Hürth/Tim Mälzer 17          | Holger Bodendorf | Henssler (90 : 70) |

### Staffel 9
| Nr. ges. | Nr. | Erstausstrahlung | Prominente Gäste                                      | Mentor-Koch     | Gesamtsieg           |
| -------- | --- | ---------------- | ----------------------------------------------------- | --------------- | -------------------- |
| 68       | 1   | 5. Mai 2019 P    | Oana Nechiti, Mario Barth und Guido Maria Kretschmer  | Juan Amador     | Henssler (79 : 78)   |
| 69       | 2   | 12. Mai 2019     | Thomas Hermanns, Britta Heidemann und Detlef Steves   | Stefan Marquard | Promi-Team (87 : 76) |
| 70       | 3   | 19. Mai 2019     | Álvaro Soler, Verona Pooth 18 und Eko Fresh           | Christian Lohse | Promi-Team (81 : 77) |
| 71       | 4   | 26. Mai 2019 P   | Andrej Mangold, Christine Urspruch und Laura Wontorra | Sascha Stemberg | Henssler (89 : 82)   |

### Sommer-Special 2019
Wie in den Jahren 2016 und 2017 und im Spin-Off-Format zuvor wurden vier Sommer-Specials auf der Seebühne im Elbauenpark in Magdeburg produziert. Erneut war die Zubereitung der Speisen auf Grills beschränkt.
| Nr. ges. | Nr. | Erstausstrahlung    | Prominente Gäste                                               | Mentor-Koch     | Gesamtsieg           |
| -------- | --- | ------------------- | -------------------------------------------------------------- | --------------- | -------------------- |
| 72       | 1   | 18. August 2019 P   | Dagmar Wöhrl, Felix von Jascheroff und Jan Leyk 19             | Sascha Stemberg | Henssler (91 : 79)   |
| 73       | 2   | 25. August 2019 P   | Jan Köppen, Caroline und Wolfgang Bosbach 20 und Oliver Pocher | Stefan Marquard | Promi-Team (90 : 78) |
| 74       | 3   | 1. September 2019 P | Silvio Heinevetter, Motsi Mabuse und Jimi Blue Ochsenknecht    | Ali Güngörmüş   | Henssler (95 : 93)   |
| 75       | 4   | 8. September 2019 P | Daniel Wirtz, Johannes Oerding und Laura Karasek               | Christian Lohse | Promi-Team (85 : 81) |

### Staffel 10
| Nr. ges. | Nr. | Erstausstrahlung                       | Prominente Gäste                                    | Mentor-Koch       | Gesamtsieg           |
| -------- | --- | -------------------------------------- | --------------------------------------------------- | ----------------- | -------------------- |
| 76       | 1   | 27. Oktober 2019                       | Valentina Pahde, Sasha und Mario Basler             | Juan Amador       | Henssler (87 : 85)   |
| 77       | 2   | 3. November 2019 21                    | Jochen Schropp, Willi Herren und Nina Bott          | Christian Lohse   | Henssler (97 : 72)   |
| 78       | 3   | 10. November 2019                      | Jekaterina Leonowa, Faisal Kawusi und Mickie Krause | Ali Güngörmüş     | Henssler (99 : 90)   |
| 79       | 4   | 17. November 2019 (Kids-Spezial) P, 22 | Ben Blümel, die Ehrlich Brothers und Vanessa Mai    | Stefan Marquard   | Henssler (111 : 104) |
| 80       | 5   | 24. November 2019                      | Axel Stein, Barbara Becker und Tom Beck             | Maximilian Lorenz | Henssler (97 : 83)   |

### Staffel 11
Alle Folgen von Staffel 11 wurden wegen der COVID-19-Pandemie ohne Studiopublikum hergestellt. Von ursprünglich sechs geplanten Folgen wurden zudem nur drei aufgezeichnet, da ein Mitarbeiter der Produktion positiv auf das Coronavirus getestet wurde; VOX brach die Dreharbeiten daraufhin zur Sicherheit vorzeitig ab.
| Nr. ges. | Nr. | Erstausstrahlung | Prominente Gäste                                      | Mentor-Koch       | Gesamtsieg         |
| -------- | --- | ---------------- | ----------------------------------------------------- | ----------------- | ------------------ |
| 81       | 1   | 10. Mai 2020     | Özcan Cosar, Boris Becker und Rebecca Mir             | Christian Lohse   | Henssler (67 : 62) |
| 82       | 2   | 17. Mai 2020     | Bastian Bielendorfer, Paul Panzer und Evelyn Burdecki | Frank Buchholz    | Henssler (71 : 61) |
| 83       | 3   | 24. Mai 2020     | Ross Antony, Prince Damien und Verona Pooth           | Maximilian Lorenz | Henssler (91 : 88) |

### Staffel 12
Wie bereits in der Staffel zuvor wurden auch alle Folgen von Staffel 12 wegen der COVID-19-Pandemie ohne Studiopublikum produziert.
| Nr. ges. | Nr. | Erstausstrahlung                          | Prominente Gäste                                                                                                 | Mentor-Koch        | Gesamtsieg            |
| -------- | --- | ----------------------------------------- | --- | ------------------ | --------------------- |
| 84       | 1   | 2. August 2020 (Henssler vs. Mälzer 1) 23 | Tim Mälzer kochte sowohl den Impro-Gang, die Vorspeise, das Hauptgericht 24 als auch das Dessert gegen Henssler. | —                  | Henssler (93 : 83)    |
| 85       | 2   | 9. August 2020                            | André Dietz, Motsi Mabuse und Chris Tall                                                                         | Sascha Stemberg    | Henssler (100 : 75)   |
| 86       | 3   | 16. August 2020 25                        | LEA, MoTrip und Annie Hoffmann                                                                                   | Ali Güngörmüş      | Henssler (89 : 85)    |
| 87       | 4   | 23. August 2020                           | Nicolas Puschmann, Markus Krebs und Vanessa Mai                                                                  | Yannic Stockhausen | Henssler (89 : 79)    |
| 88       | 5   | 30. August 2020                           | Dagi Bee, Martin Rütter und Detlef Steves 26                                                                     | Frank Buchholz     | Henssler (97 : 85)    |
| 89       | 6   | 6. September 2020                         | Jorge González, Sarah Lombardi und Hardy Krüger jr.                                                              | Christian Lohse    | Promi-Team (100 : 95) |

### Staffel 13
Diese Staffel wurde unter Corona-Auflagen wieder mit Studiopublikum produziert.
| Nr. ges. | Nr. | Erstausstrahlung                       | Prominente Gäste                                                      | Mentor-Koch     | Gesamtsieg             |
| -------- | --- | -------------------------------------- | --------------------------------------------------------------------- | --------------- | ---------------------- |
| 90       | 1   | 25. Oktober 2020 P                     | Joey Heindle, Roman Weidenfeller und Charlotte Würdig                 | Christian Lohse | Henssler (95 : 69)     |
| 91       | 2   | 1. November 2020                       | Larissa Marolt, Dieter Nuhr und Jörg Wontorra 27                      | Tohru Nakamura  | Henssler (95 : 85)     |
| 92       | 3   | 8. November 2020 28                    | Micky Beisenherz, Ralf Moeller und Lilly Becker                       | Haya Molcho     | Promi-Team (75 : 74)   |
| 93       | 4   | 15. November 2020 29                   | Luca Hänni, Marianne und Michael Hartl 30 und Chryssanthi Kavazi      | Christian Lohse | Promi-Team (117 : 103) |
| 94       | 5   | 22. November 2020                      | Amiaz Habtu, Vera Int-Veen und Götz Alsmann                           | Ali Güngörmüş   | Promi-Team (93 : 92)   |
| 95       | 6   | 29. November 2020                      | Tobias Wegener, Amira und Oliver Pocher sowie Alessandra Meyer-Wölden | Mario Kotaska   | Henssler (109 : 100)   |
| 96       | 7   | 20. Dezember 2020 (Das Weihnachtsmenü) | Joachim Llambi, Laura Karasek und Sonja Zietlow                       | Stefan Marquard | Henssler (100 : 89)    |

### Staffel 14
Diese Staffel wurde wie die Staffeln 11 und 12 ohne Studiopublikum produziert.
| Nr. ges. | Nr. | Erstausstrahlung                  | Prominente Gäste                                                                | Mentor-Koch                                | Gesamtsieg           |
| -------- | --- | --------------------------------- | ------------------------------------------------------------------------------- | ------------------------------------------ | -------------------- |
| 97       | 1   | 11. April 2021                    | Tom Beck, Sophia Thomalla und Harald Glööckler                                  | Haya Molcho                                | Promi-Team (84 : 73) |
| 98       | 2   | 18. April 2021 (Hobbyköche 1) H   | Martina Koll, Pascal Rodermund 31, Victoria Fonseka sowie Lea und Peter Passian | Alexander Herrmann                         | Hobbyköche (97 : 92) |
| 99       | 3   | 25. April 2021                    | Frank „Froonck“ Matthée, Désirée Nick und Barbara Becker                        | Ralf Zacherl                               | Henssler (96 : 64)   |
| 100      | 4   | 2. Mai 2021 P, 32                 | Detlef Steves 33, Mario Barth und Panagiota Petridou                            | Ali Güngörmüş                              | Henssler (104 : 103) |
| 101      | 5   | 9. Mai 2021 (Muttertag-Spezial 2) | Natascha Ochsenknecht, Sarah Lombardi und Moritz A. Sachs                       | — 34                                       | Henssler (108 : 95)  |
| 102      | 6   | 16. Mai 2021                      | Joris, Jeanette Biedermann und Johannes Oerding                                 | Kristof Mulack (Gewinner „The Taste“ 2015) | Henssler (98 : 77)   |
| 103      | 7   | 23. Mai 2021                      | Olaf Schubert, Jürgen von der Lippe und Mandy Capristo                          | Nathalie & Jennifer Dienstbach             | Henssler (88 : 86)   |

### Sommer-Special 2021
Erneut wurden vier Sommer-Specials auf der Seebühne im Elbauenpark in Magdeburg produziert.
| Nr. ges. | Nr. | Erstausstrahlung   | Prominente Gäste                                                        | Mentor-Koch              | Gesamtsieg              |
| -------- | --- | ------------------ | ----------------------------------------------------------------------- | ------------------------ | ----------------------- |
| 104      | 1   | 8. August 2021 35  | Ilka Bessin, The BossHoss 36 und Beatrice Egli                          | Ludwig Maurer            | Promi-Team (84 : 65)    |
| 105      | 2   | 15. August 2021    | Sammy Amara 37, die No Angels und Rúrik Gíslason                        | Ali Güngörmüş            | Unentschieden (81 : 81) |
| 106      | 3   | 22. August 2021    | Jana Ina Zarrella, Detlef Steves mit Mathias Mester und Pietro Lombardi | Johann Lafer             | Henssler (92 : 84)      |
| 107      | 4   | 29. August 2021 38 | Steven Gätjen, Michi Beck mit Smudo und Lola Weippert                   | Stefan & Matthias Eggert | Henssler (98 : 97)      |

### Staffel 15
| Nr. ges. | Nr. | Erstausstrahlung                           | Prominente Gäste                                                                                  | Mentor-Koch                    | Gesamtsieg             |
| -------- | --- | ------------------------------------------ | ------------------------------------------------------------------------------------------------- | ------------------------------ | ---------------------- |
| 108      | 1   | 31. Oktober 2021 (Halloween-Spezial) P, 39 | Ross Antony, Marijke Amado und Verona Pooth                                                       | Stefan & Matthias Eggert       | Promi-Team (102 : 73)  |
| 109      | 2   | 7. November 2021 (#VOXforWomen)            | Irina Schlauch, Motsi Mabuse sowie Valentina und Cheyenne Pahde                                   | Nathalie & Jennifer Dienstbach | Henssler (108 : 95)    |
| 110      | 3   | 14. November 2021                          | Collien Ulmen-Fernandes, Guido Cantz und Jörg Pilawa                                              | Martin Klein                   | Promi-Team (107 : 106) |
| 111      | 4   | 21. November 2021                          | Annika Lau, Kida Khodr Ramadan und Frederick Lau                                                  | Ali Güngörmüş                  | Promi-Team (84 : 74)   |
| 112      | 5   | 28. November 2021 (Hobbyköche 2) H         | Sally Samantha Naumann, Christian Pötter 40, Giovanna Tuttolomondo sowie Alexandra und Maria Ihle | Johann Lafer                   | Hobbyköche (102 : 97)  |
| 113      | 6   | 5. Dezember 2021                           | Maria Höfl-Riesch, die Ehrlich Brothers und David Puentez                                         | Alexander Herrmann             | Henssler (101 : 89)    |

### Staffel 16
| Nr. ges. | Nr. | Erstausstrahlung                        | Prominente Gäste                                                                               | Mentor-Koch     | Gesamtsieg             |
| -------- | --- | --------------------------------------- | ---------------------------------------------------------------------------------------------- | --------------- | ---------------------- |
| 114      | 1   | 10. April 2022 (Dschungel-Spezial) P    | Filip Pavlović, Anouschka Renzi und Harald Glööckler                                           | Lisa Angermann  | Henssler (83 : 65)     |
| 115      | 2   | 17. April 2022 (Oster-Spezial) P, 41    | Sonya Kraus, Mickie Krause und Ilka Bessin                                                     | Johann Lafer    | Promi-Team (82 : 75)   |
| 116      | 3   | 24. April 2022 (Coach-Spezial 1) 42     | Ralf Zacherl, Ali Güngörmüş und Christian Lohse                                                | —               | Henssler (106 : 102)   |
| 117      | 4   | 1. Mai 2022 (Henssler vs. Barth 1) 43   | Mario Barth kochte sowohl die Vorspeise, das Hauptgericht als auch das Dessert gegen Henssler. | Kristof Mulack  | Henssler (72 : 69)     |
| 118      | 5   | 8. Mai 2022 (Muttertag-Spezial 3) P, 44 | Anja und Kim Tränka, Theodora und Chryssanthi Kavazi sowie Natascha und Jimi Blue Ochsenknecht | Johann Lafer    | Promi-Team (105 : 104) |
| 119      | 6   | 15. Mai 2022 44                         | Pierre M. Krause, Bruce Darnell und Lukas Podolski                                             | Sascha Stemberg | Henssler (100 : 95)    |

### Sommer-Special 2022
Die fünf Sommer-Specials wurden wie gewohnt auf der Seebühne im Elbauenpark in Magdeburg produziert.
| Nr. ges. | Nr. | Erstausstrahlung    | Prominente Gäste                                               | Mentor-Koch              | Gesamtsieg              |
| -------- | --- | ------------------- | -------------------------------------------------------------- | ------------------------ | ----------------------- |
| 120      | 1   | 31. Juli 2022 P, 45 | Nikeata Thompson, Chris Tall und Oliver Mommsen                | Stefan & Matthias Eggert | Henssler (101 : 99)     |
| 121      | 2   | 7. August 2022 P    | Evelyn Weigert, Paul Panzer und Uwe Ochsenknecht               | Björn Swanson            | Henssler (97 : 82)      |
| 122      | 3   | 14. August 2022 46  | Filip Pavlović, Wigald Boning und Kim Fisher                   | Ali Güngörmüş            | Unentschieden (99 : 99) |
| 123      | 4   | 21. August 2022 P   | Patrick Esume, Gloria von Thurn und Taxis 47 und Oliver Pocher | Johann Lafer             | Henssler (106 : 98)     |
| 124      | 5   | 28. August 2022     | Harry Wijnvoord, Stefan Mross und Barbara Becker               | Christian Lohse          | Henssler (104 : 101)    |

### Staffel 17
| Nr. ges. | Nr. | Erstausstrahlung                          | Prominente Gäste | Mentor-Koch       | Gesamtsieg          |
| -------- | --- | ----------------------------------------- | --- | ----------------- | ------------------- |
| 125      | 1   | 9. Oktober 2022 (Geburtstagsspezial) P    | Daniel Wirtz, Jörg Pilawa und Verona Pooth, außerdem Paul Panzer 48                                                       | Christian Lohse   | Henssler (99 : 95)  |
| 126      | 2   | 16. Oktober 2022 P                        | Maxi Gstettenbauer, Jorge González und Tahnee                                                                             | Martin Müller     | Henssler (103 : 86) |
| 127      | 3   | 23. Oktober 2022 P                        | Uwe Herrmann, Sasha und Andrea Sawatzki                                                                                   | Maximilian Lorenz | Henssler (104 : 95) |
| 128      | 4   | 30. Oktober 2022 P                        | Melissa Khalaj, Ralf Moeller und Wayne Carpendale                                                                         | Alexander Wulf    | Henssler (105 : 89) |
| 129      | 5   | 6. November 2022 (Henssler vs. Pochers) P | Amira und Oliver Pocher kochten gemeinsam den Impro-Gang, die Vorspeise, das Hauptgericht und das Dessert gegen Henssler. | Martin Klein      | Pochers (116 : 113) |

### Staffel 18
| Nr. ges. | Nr. | Erstausstrahlung                   | Prominente Gäste                                                                                               | Mentor-Koch    | Gesamtsieg              |
| -------- | --- | ---------------------------------- | --- | -------------- | ----------------------- |
| 130      | 1   | 23. April 2023 (Coach-Spezial 2)   | Stefan und Matthias Eggert, Ralf Zacherl sowie Ali Güngörmüş                                                   | —              | Henssler (109 : 102)    |
| 131      | 2   | 30. April 2023                     | MC Fitti, Djamila Rowe und Papis Loveday sowie Steven Gätjen                                                   | Hans Neuner    | Promi-Team (94 : 89)    |
| 132      | 3   | 7. Mai 2023 P                      | Christine Urspruch, The BossHoss und Pierre M. Krause                                                          | Alexander Wulf | Promi-Team (107 : 99)   |
| 133      | 4   | 14. Mai 2023 (Muttertag-Spezial 4) | Sabine und Aminata Belli, Anna und Riccardo Simonetti sowie Elke und Larissa Marolt                            | Johann Lafer   | Henssler (111 : 100)    |
| 134      | 5   | 21. Mai 2023 (Henssler vs. Rosin)  | Frank Rosin kochte sowohl den Impro-Gang, die Vorspeise, das Hauptgericht als auch das Dessert gegen Henssler. | —              | Unentschieden (92 : 92) |
| 135      | 6   | 28. Mai 2023                       | Insa Thiele-Eich, Torsten Sträter und Evelyn Burdecki                                                          | Martin Klein   | Henssler (100 : 99)     |

### Sommer-Special 2023
Die Sommer-Specials wurden wie gewohnt auf der Seebühne im Elbauenpark in Magdeburg produziert.
| Nr. ges. | Nr. | Erstausstrahlung                             | Prominente Gäste                                                                                                  | Mentor-Koch              | Gesamtsieg             |
| -------- | --- | -------------------------------------------- | --- | ------------------------ | ---------------------- |
| 136      | 1   | 6. August 2023 (Henssler vs. Mälzer 2) P, 49 | Tim Mälzer kochte sowohl die Vorspeise, das Hauptgericht als auch das Dessert gegen Henssler.                     | —                        | Mälzer (94 : 80)       |
| 137      | 2   | 13. August 2023 P                            | Gustav Schäfer, Jens Knossalla und Evelyn Burdecki                                                                | Alexander Wulf           | Henssler (105 : 91)    |
| 138      | 3   | 20. August 2023 (Henssler vs. Barth 2)       | Mario Barth kochte sowohl den Impro-Gang, die Vorspeise, das Hauptgericht 50 als auch das Dessert gegen Henssler. | Stefan & Matthias Eggert | Henssler (105 : 100)   |
| 139      | 4   | 27. August 2023 P                            | Chryssanthi Kavazi, Bruce Darnell und Oliver Pocher                                                               | Ali Güngörmüş            | Henssler (107 : 86)    |
| 140      | 5   | 3. September 2023                            | Martin Rütter, Ilka Bessin und Eko Fresh                                                                          | Johann Lafer             | Henssler (103 : 96)    |
| 141      | 6   | 10. September 2023 (Coach-Spezial 3) P       | Ali Güngörmüş, Ludwig Maurer und Ralf Zacherl                                                                     | —                        | Coach-Team (102 : 100) |
| 142      | 7   | 17. September 2023                           | Sven Martinek, Tahnee und Jan Köppen                                                                              | Ralf Zacherl             | Henssler (104 : 92)    |

### Staffel 19
| Nr. ges. | Nr. | Erstausstrahlung                    | Prominente Gäste                                                     | Mentor-Koch       | Gesamtsieg            |
| -------- | --- | ----------------------------------- | -------------------------------------------------------------------- | ----------------- | --------------------- |
| 143      | 1   | 22. Oktober 2023 (10-Jahre-Spezial) | Paul Panzer, Mirja Boes und Oliver Pocher, außerdem Jan van Weyde 51 | Christian Lohse   | Henssler (115 : 107)  |
| 144      | 2   | 29. Oktober 2023                    | Luna Schweiger, Oliver Kalkofe und Kim Fisher                        | Ludwig Maurer     | Promi-Team (105 : 87) |
| 145      | 3   | 5. November 2023                    | Kristina Vogel, Marianne und Michael sowie Ilka Bessin               | Maximilian Lorenz | Henssler (111 : 90)   |
| 146      | 4   | 12. November 2023                   | Sidney Hoffmann, Guido Cantz und Evelyn Burdecki                     | Marcello Fabbri   | Henssler (105 : 91)   |

### Staffel 20
| Nr. ges. | Nr. | Erstausstrahlung                    | Prominente Gäste                                                                        | Mentor-Koch                   | Gesamtsieg             |
| -------- | --- | ----------------------------------- | --------------------------------------------------------------------------------------- | ----------------------------- | ---------------------- |
| 147      | 1   | 28. April 2024 (Coach-Spezial 4) 52 | Thomas Bühner, Ali Güngörmüş und Ludwig Maurer                                          | —                             | Henssler (105 : 83)    |
| 148      | 2   | 5. Mai 2024 53                      | Lars Steinhöfel, Jan Hofer und Senna Gammour                                            | Alexander Wulf                | Promi-Team (109 : 103) |
| 149      | 3   | 12. Mai 2024 (Muttertag-Spezial 5)  | Marijke Amado und Kay Tomlow, Ida und Jens Knossalla sowie Claudia und Oliver Mommsen   | Elif Oskan und Markus Stöckle | Promi-Team (106 : 101) |
| 150      | 4   | 19. Mai 2024 (Zwilling-Spezial)     | Dennis und Benni Wolter, Valentina und Cheyenne Pahde sowie Paul Janke und Julius Brink | Ralf Zacherl                  | Henssler (109 : 107)   |
| 151      | 5   | 26. Mai 2024                        | Martin Brambach, Guido Maria Kretschmer und Evelyn Burdecki                             | Martin Klein                  | Henssler (118 : 107)   |
| 152      | 6   | 2. Juni 2024 (EM-Spezial)           | Cathy Hummels, Kevin Großkreutz und Chris Tall                                          | Anton Schmaus                 | Henssler (103 : 91)    |

### Sommer-Special 2024
| Nr. ges. | Nr. | Erstausstrahlung                  | Prominente Gäste                                                       | Mentor-Koch     | Gesamtsieg           |
| -------- | --- | --------------------------------- | ---------------------------------------------------------------------- | --------------- | -------------------- |
| 153      | 1   | 8. September 2024 P               | Ilka Bessin, Martin Rütter und Detlef Steves                           | Alexander Wulf  | Henssler (105 : 94)  |
| 154      | 2   | 15. September 2024                | Christina do Rego, Özcan Cosar und Bastian Bielendorfer sowie Doc Caro | Ali Güngörmüş   | Henssler (111 : 99)  |
| 155      | 3   | 22. September 2024                | Sally Özcan, Sasha und Jorge González                                  | Lucki Maurer    | Henssler (113 : 101) |
| 156      | 4   | 29. September 2024                | Alexander Bloch, Smudo und Michi Beck sowie Tahnee                     | Johann Lafer    | Henssler (101 : 90)  |
| 157      | 5   | 6. Oktober 2024 (Coach-Spezial 5) | Ali Güngörmüş, Mario Kotaska und Ralf Zacherl                          | —               | Henssler (113 : 109) |
| 158      | 6   | 13. Oktober 2024                  | Evelyn Burdecki, Guido Cantz und Ross Antony                           | Sepp Schellhorn | Henssler (100 : 89)  |

### Deutschland grillt den Henssler
| Nr. ges. | Nr. | Erstausstrahlung  | Bundesländer / Prominente Gäste | Gesamtstand           |
| -------- | --- | ----------------- | --- | --------------------- |
| 159      | 1   | 10. November 2024 | Bremen (Aílton mit Stefan Schröder), Saarland (Christian Rach), Mecklenburg-Vorpommern (Felix Kroos mit André Domke) und Hamburg (Das Bo mit Klaus Moritz)                                                              | Henssler (7 : 3)      |
| 160      | 2   | 17. November 2024 | Thüringen (Marco Schreyl mit Cosima Bachmann und ihrem Sohn André), Sachsen-Anhalt (Lukas Märtens mit Danny Wienbeck), Brandenburg (Ilka Bessin mit Jörg Thiele) und Schleswig-Holstein (Brösel mit Gunnar Hesse)       | Henssler (19 : 17)    |
| 161      | 3   | 24. November 2024 | Berlin (Julian F. M. Stoeckel mit Gina Kahl-Reißner), Sachsen (Inka Bause mit Luisa Herrmann), Rheinland-Pfalz (Guildo Horn mit Frank Brunswig) und Hessen (Jochen Schropp mit Katrin Neugebauer)                       | Deutschland (28 : 50) |
| 162      | 4   | 1. Dezember 2024  | Niedersachsen (Frauke Ludowig mit ihrem Bruder Frank Ludowig), Baden-Württemberg (Uwe Ochsenknecht mit Werner Fitterling), Bayern (Stefan Mross mit Muk Röhrl) und Nordrhein-Westfalen (Paul Panzer mit Heiko Hörnecke) | Henssler (71 : 65)    |

### Staffel 21
| Nr. ges. | Nr. | Erstausstrahlung                     | Prominente Gäste                                                                                            | Mentor-Koch                   | Gesamtsieg             |
| -------- | --- | ------------------------------------ | --- | ----------------------------- | ---------------------- |
| 163      | 1   | 16. Februar 2025                     | Stefano Zarrella, Semino Rossi und Verona Pooth                                                             | Alina Meissner-Bebrout        | Henssler (104 : 94)    |
| 164      | 2   | 23. Februar 2025 (Kartoffel-Spezial) | Henning Krautmacher, Evelyn Burdecki und Evil Jared                                                         | Johann Lafer                  | Promi-Team (110 : 108) |
| 165      | 3   | 2. März 2025 54                      | Eva Padberg, Armin Rohde und Julian F. M. Stoeckel                                                          | Thomas Bühner                 | Henssler (80 : 74)     |
| 166      | 4   | 9. März 2025                         | Sally Özcan, Axel Stein sowie Claus Scholz, Gunnar Fichter und Luis Roeder 55                               | Ali Güngörmüş                 | Promi-Team (106 : 105) |
| 167      | 5   | 16. März 2025 (Pärchen-Spezial 2) 56 | Cheyenne Ochsenknecht und Nino Sifkovits, Katja Burkard und Hans Mahr sowie Chryssanthi Kavazi und Tom Beck | Elif Oskan und Markus Stöckle | Henssler (109 : 102)   |
| 168      | 6   | 30. März 2025 (Coach-Spezial 6)      | Elif Oskan, Ralf Zacherl und Sepp Schellhorn                                                                | —                             | Henssler (106 : 85)    |

## Statistik
(Stand: Ausgabe 168)

### Abschneiden von Henssler
| Ergebnis      | Anzahl | Prozent |
| ------------- | ------ | ------- |
| Sieg          | 122    | 72,62 % |
| Niederlage    | 40     | 23,81 % |
| Unentschieden | 6      | 3,57 %  |

### Mehrfache Teilnehmer

#### Mentor-Köche
- 22 Auftritte: Ali Güngörmüş
- 17 Auftritte: Christian Lohse
- 10 Auftritte: Stefan Marquard, Ralf Zacherl
- 09 Auftritte: Johann Lafer
- 07 Auftritte: Mario Kotaska
- 06 Auftritte: Frank Buchholz
- 05 Auftritte: Nelson Müller, Alexander Wulf
- 04 Auftritte: Stefan & Matthias Eggert, Björn Freitag, Maximilian Lorenz, Rainer Sass, Sascha Stemberg, Martin Klein
- 03 Auftritte: Meta Hiltebrand, Stefan Wiertz, Ludwig Maurer
- 02 Auftritte: Juan Amador, Nathalie & Jennifer Dienstbach, Alexander Herrmann, Haya Molcho, Kristof Mulack, Elif Oskan und Markus Stöckle

#### Prominente
- 19 Auftritte: Detlef Steves
- 08 Auftritte: Verona Pooth, Evelyn Burdecki
- 07 Auftritte: Oliver Pocher, Ilka Bessin
- 06 Auftritte: Mario Barth, Panagiota Petridou, Paul Panzer
- 05 Auftritte: Motsi Mabuse, Chris Tall, Martin Rütter, Ali Güngörmüş, Ralf Zacherl
- 04 Auftritte: Sarah Engels, Larissa Marolt, Evelyn Weigert, Valentina Pahde, Sasha, Jorge González, Guido Cantz, Ross Antony, Tom Beck
- 03 Auftritte: Marijke Amado, Barbara Becker, Lilly Becker, The BossHoss, Eko Fresh, Senna Gammour, Marianne und Michael Hartl, Sonya Kraus, Mickie Krause, Jan Leyk, Joachim Llambi, Pietro Lombardi, Tim Mälzer, Annett Möller, Jimi Blue Ochsenknecht, Natascha Ochsenknecht, Jana Ina Zarrella, Cheyenne Pahde, Tahnee, Uwe Ochsenknecht, Stefan Mross, Axel Stein
- 02 Auftritte: Boris Becker, Jeanette Biedermann, Nina Bott, Bruce Darnell, Dennis aus Hürth, Claudia Effenberg, Ehrlich Brothers, Mimi Fiedler, Kim Fisher, Steven Gätjen, Max Giermann, Harald Glööckler, Amiaz Habtu, Laura Karasek, Mieze Katz, Jens Knossalla, Pierre M. Krause, Hardy Krüger junior, Vanessa Mai, Frank „Froonck“ Matthée, Ludwig Maurer, Alessandra Meyer-Wölden, Rebecca Mir, Ralf Moeller, Oliver Mommsen, Johannes Oerding, Filip Pavlović, Jörg Pilawa, Amira Pocher, Sıla Şahin, Andrea Sawatzki, Tim Oliver Schultz, Sabrina Setlur, Matthias Steiner, Collien Ulmen-Fernandes, Daniel Wirtz, Oliver Wnuk, Laura Wontorra, Bettina Wulff, Charlotte Würdig, Paul Janke, Julius Brink, Guido Maria Kretschmer, Özcan Cosar, Bastian Bielendorfer, Smudo, Michi Beck, Marco Schreyl, Guildo Horn, Jochen Schropp, Frauke Ludowig, Henning Krautmacher, Julian F. M. Stoeckel, Sally Özcan

## Einschaltquoten

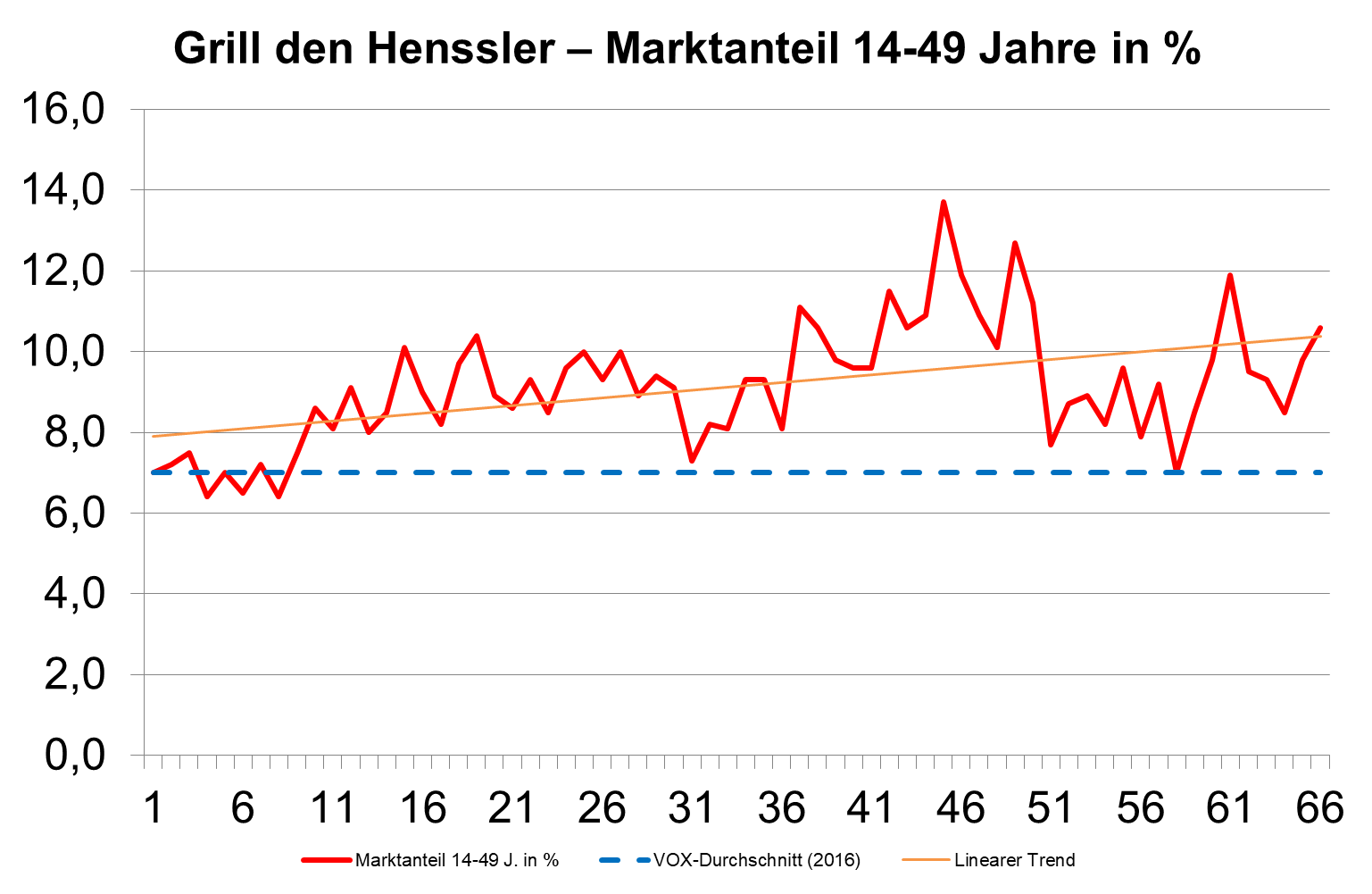
Einschaltquoten in der Zielgruppe bis Staffel 8 sowie vgl. VOX-Schnitt

Die höchste Reichweite erzielte Ausgabe 49 vom 16. Oktober 2016 mit 2,66 Millionen Zuschauern (davon 1,4 Millionen in der Zielgruppe); die niedrigste Reichweite hatte Ausgabe 135 vom Pfingstsonntag 2023 mit einer Million Zuschauern.
Die Quoten der Sendung liegen mehrheitlich über dem VOX-Senderschnitt von 6,7 % in der werberelevanten Gruppe der 14- bis 49-Jährigen.
| Folge | Datum         | Zuschauer Gesamt | Zuschauer 14 bis 49 Jahre | Marktanteil Gesamt | Marktanteil 14 bis 49 Jahre | Quelle        |
| ----- | ------------- | ---------------- | ------------------------- | ------------------ | --------------------------- | ------------- |
| 1     | 29. Sep. 2013 | 1,71 Mio.        | —                         | 5,6 %              | 7,0 %                       | [ 11 ]        |
| 2     | 6. Okt. 2013  | 1,76 Mio.        | —                         | —                  | 7,2 %                       | [ 12 ]        |
| 3     | 13. Okt. 2013 | 1,86 Mio.        | —                         | —                  | 7,5 %                       | [ 13 ]        |
| 4     | 20. Okt. 2013 | 1,81 Mio.        | —                         | —                  | 6,4 %                       | [ 14 ]        |
| 5     | 27. Okt. 2013 | 1,78 Mio.        | —                         | —                  | 7,0 %                       | [ 15 ]        |
| 6     | 3. Nov. 2013  | 1,83 Mio.        | —                         | —                  | 6,5 %                       | [ 16 ]        |
| 7     | 6. Apr. 2014  | 1,97 Mio.        | 0,90 Mio.                 | 6,3 %              | 7,2 %                       | [ 17 ]        |
| 8     | 13. Apr. 2014 | 1,73 Mio.        | —                         | —                  | 6,4 %                       | [ 18 ]        |
| 9     | 20. Apr. 2014 | 1,84 Mio.        | —                         | 6,6 %              | 7,5 %                       | [ 19 ]        |
| 10    | 27. Apr. 2014 | 2,10 Mio.        | —                         | —                  | 8,6 %                       | [ 20 ]        |
| 11    | 4. Mai 2014   | 1,94 Mio.        | 0,97 Mio.                 | 6,3 %              | 8,1 %                       | [ 21 ]        |
| 12    | 11. Mai 2014  | 2,11 Mio.        | —                         | —                  | 9,1 %                       | [ 22 ]        |
| 13    | 12. Okt. 2014 | 1,94 Mio.        | 0,96 Mio.                 | 6,5 %              | 8,0 %                       | [ 23 ]        |
| 14    | 19. Okt. 2014 | 2,00 Mio.        | 0,99 Mio.                 | 6,9 %              | 8,5 %                       | [ 23 ]        |
| 15    | 26. Okt. 2014 | 2,14 Mio.        | 1,17 Mio.                 | 7,3 %              | 10,1 %                      | [ 23 ]        |
| 16    | 2. Nov. 2014  | 2,08 Mio.        | 1,15 Mio.                 | 6,6 %              | 9,0 %                       | [ 23 ]        |
| 17    | 9. Nov. 2014  | 1,88 Mio.        | 0,99 Mio.                 | 6,1 %              | 8,2 %                       | [ 23 ]        |
| 18    | 16. Nov. 2014 | 2,31 Mio.        | 1,20 Mio.                 | 7,4 %              | 9,7 %                       | [ 23 ]        |
| 19    | 23. Nov. 2014 | 2,33 Mio.        | 1,21 Mio.                 | 7,8 %              | 10,4 %                      | [ 23 ]        |
| 20    | 30. Nov. 2014 | 2,06 Mio.        | 1,05 Mio.                 | 6,9 %              | 8,9 %                       | [ 23 ]        |
| 21    | 19. Apr. 2015 | 1,94 Mio.        | 0,99 Mio.                 | 6,5 %              | 8,6 %                       | [ 24 ]        |
| 22    | 26. Apr. 2015 | 1,93 Mio.        | 1,05 Mio.                 | 6,5 %              | 9,3 %                       | [ 24 ]        |
| 23    | 3. Mai 2015   | 1,87 Mio.        | 0,99 Mio.                 | 6,2 %              | 8,5 %                       | [ 24 ]        |
| 24    | 10. Mai 2015  | 1,99 Mio.        | 1,02 Mio.                 | 7,0 %              | 9,6 %                       | [ 25 ]        |
| 25    | 17. Mai 2015  | 2,16 Mio.        | 1,20 Mio.                 | 7,1 %              | 10,0 %                      | [ 24 ]        |
| 26    | 24. Mai 2015  | 1,94 Mio.        | 0,90 Mio.                 | 7,2 %              | 9,3 %                       | [ 24 ]        |
| 27    | 31. Mai 2015  | 2,11 Mio.        | 1,12 Mio.                 | 7,0 %              | 10,0 %                      | [ 24 ]        |
| 28    | 7. Juni 2015  | 1,68 Mio.        | 0,90 Mio.                 | 6,0 %              | 8,9 %                       | [ 24 ]        |
| 29    | 18. Okt. 2015 | 2,16 Mio.        | 1,05 Mio.                 | 7,2 %              | 9,4 %                       | [ 26 ]        |
| 30    | 25. Okt. 2015 | 1,97 Mio.        | 1,05 Mio.                 | 6,6 %              | 9,1 %                       | [ 27 ]        |
| 31    | 1. Nov. 2015  | 1,80 Mio.        | 0,84 Mio.                 | 5,9 %              | 7,3 %                       | [ 28 ]        |
| 32    | 8. Nov. 2015  | 1,90 Mio.        | 1,04 Mio.                 | 6,0 %              | 8,2 %                       | [ 29 ]        |
| 33    | 15. Nov. 2015 | 2,03 Mio.        | 0,99 Mio.                 | 6,5 %              | 8,1 %                       | [ 30 ]        |
| 34    | 22. Nov. 2015 | 2,23 Mio.        | 1,12 Mio.                 | 7,2 %              | 9,3 %                       | [ 31 ]        |
| 35    | 29. Nov. 2015 | 2,07 Mio.        | 1,06 Mio.                 | 6,9 %              | 9,3 %                       | [ 32 ]        |
| 36    | 6. Dez. 2015  | 1,89 Mio.        | 0,93 Mio.                 | 6,3 %              | 8,1 %                       | [ 33 ]        |
| 37    | 17. Apr. 2016 | 2,28 Mio.        | 1,23 Mio.                 | 7,6 %              | 11,1 %                      | [ 34 ]        |
| 38    | 24. Apr. 2016 | 2,36 Mio.        | 1,18 Mio.                 | 7,8 %              | 10,6 %                      | [ 35 ]        |
| 39    | 1. Mai 2016   | 2,12 Mio.        | 1,10 Mio.                 | 7,1 %              | 9,8 %                       | [ 36 ]        |
| 40    | 8. Mai 2016   | 2,05 Mio.        | 1,02 Mio.                 | 7,2 %              | 9,6 %                       | [ 37 ]        |
| 41    | 15. Mai 2016  | 2,15 Mio.        | 1,02 Mio.                 | 7,3 %              | 9,6 %                       | [ 38 ]        |
| 42    | 22. Mai 2016  | 2,21 Mio.        | 1,19 Mio.                 | 8,0 %              | 11,5 %                      | [ 39 ]        |
| 43    | 29. Mai 2016  | 2,22 Mio.        | 1,19 Mio.                 | 7,6 %              | 10,6 %                      | [ 40 ]        |
| 44    | 5. Juni 2016  | 2,15 Mio.        | 1,18 Mio.                 | 7,6 %              | 10,9 %                      | [ 41 ]        |
| 45    | 17. Juli 2016 | 2,47 Mio.        | 1,26 Mio.                 | 9,5 %              | 13,7 %                      | [ 42 ]        |
| 46    | 24. Juli 2016 | 2,05 Mio.        | —                         | —                  | 11,9 %                      | [ 43 ]        |
| 47    | 31. Juli 2016 | 2,03 Mio.        | —                         | —                  | 10,9 %                      | [ 44 ]        |
| 48    | 9. Okt. 2016  | 2,19 Mio.        | —                         | —                  | 10,1 %                      | [ 45 ]        |
| 49    | 16. Okt. 2016 | 2,66 Mio.        | 1,40 Mio.                 | —                  | 12,7 %                      | [ 9 ]         |
| 50    | 23. Okt. 2016 | 2,20 Mio.        | —                         | —                  | 11,2 %                      | [ 46 ]        |
| 51    | 30. Okt. 2016 | 1,75 Mio.        | —                         | —                  | 7,7 %                       | [ 47 ]        |
| 52    | 6. Nov. 2016  | 2,05 Mio.        | 1,02 Mio.                 | 6,6 %              | 8,7 %                       | [ 48 ]        |
| 53    | 13. Nov. 2016 | 2,11 Mio.        | 1,06 Mio.                 | 6,7 %              | 8,9 %                       | [ 49 ]        |
| 54    | 20. Nov. 2016 | 2,01 Mio.        | 0,98 Mio.                 | 6,3 %              | 8,2 %                       | [ 50 ]        |
| 55    | 27. Nov. 2016 | 2,16 Mio.        | 1,14 Mio.                 | 6,9 %              | 9,6 %                       | [ 51 ]        |
| 56    | 2. Apr. 2017  | 1,71 Mio.        | 0,79 Mio.                 | 6,0 %              | 7,9 %                       | [ 52 ]        |
| 57    | 9. Apr. 2017  | 2,00 Mio.        | 0,87 Mio.                 | —                  | 9,2 %                       | [ 53 ]        |
| 58    | 16. Apr. 2017 | 1,58 Mio.        | 0,74 Mio.                 | 5,4 %              | 7,0 %                       | [ 54 ]        |
| 59    | 23. Apr. 2017 | 1,99 Mio.        | —                         | —                  | 8,5 %                       | [ 55 ]        |
| 60    | 30. Apr. 2017 | 1,76 Mio.        | 0,87 Mio.                 | 6,5 %              | 9,8 %                       | [ 56 ]        |
| 61    | 7. Mai 2017   | 2,29 Mio.        | —                         | 7,9 %              | 11,9 %                      | [ 57 ]        |
| 62    | 14. Mai 2017  | 1,93 Mio.        | 1,00 Mio.                 | 6,5 %              | 9,5 %                       | [ 58 ]        |
| 63    | 21. Mai 2017  | 1,83 Mio.        | 0,92 Mio.                 | 6,6 %              | 9,3 %                       | [ 59 ]        |
| 64    | 20. Aug. 2017 | 1,70 Mio.        | 0,77 Mio.                 | 6,3 %              | 8,5 %                       | [ 60 ]        |
| 65    | 27. Aug. 2017 | 1,75 Mio.        | 0,89 Mio.                 | —                  | 9,8 %                       | [ 61 ]        |
| 66    | 3. Sep. 2017  | 1,99 Mio.        | —                         | —                  | 10,6 %                      | [ 62 ]        |
| 67    | 30. Sep. 2018 | 1,45 Mio.        | —                         | —                  | 8,0 %                       | [ 63 ]        |
| 68    | 5. Mai 2019   | 2,30 Mio.        | 1,16 Mio.                 | 8,2 %              | 12,4 %                      | [ 64 ]        |
| 69    | 12. Mai 2019  | 1,91 Mio.        | 0,98 Mio.                 | 7,1 %              | 11,6 %                      | [ 65 ]        |
| 70    | 19. Mai 2019  | 1,77 Mio.        | 0,94 Mio.                 | 6,8 %              | 11,1 %                      | [ 66 ]        |
| 71    | 26. Mai 2019  | 1,77 Mio.        | 0,83 Mio.                 | 6,2 %              | 8,9 %                       | [ 67 ] [ 68 ] |
| 72    | 18. Aug. 2019 | 1,46 Mio.        | —                         | 5,6 %              | 8,5 %                       | [ 69 ]        |
| 73    | 25. Aug. 2019 | 1,49 Mio.        | 0,66 Mio.                 | 6,4 %              | 9,1 %                       | [ 70 ]        |
| 74    | 1. Sep. 2019  | 1,46 Mio.        | —                         | —                  | 7,8 %                       | [ 71 ]        |
| 75    | 8. Sep. 2019  | 1,63 Mio.        | 0,77 Mio.                 | 6,1 %              | 8,9 %                       | [ 72 ]        |
| 76    | 27. Okt. 2019 | 1,45 Mio.        | 0,67 Mio.                 | 5,2 %              | 7,4 %                       | [ 73 ]        |
| 77    | 3. Nov. 2019  | 1,67 Mio.        | 0,79 Mio.                 | 5,8 %              | 8,2 %                       | [ 74 ]        |
| 78    | 10. Nov. 2019 | 1,58 Mio.        | 0,79 Mio.                 | 5,6 %              | 8,4 %                       | [ 75 ]        |
| 79    | 17. Nov. 2019 | 1,44 Mio.        | 0,71 Mio.                 | 5,1 %              | 7,7 %                       | [ 76 ]        |
| 80    | 24. Nov. 2019 | 1,53 Mio.        | 0,69 Mio.                 | 5,4 %              | 7,5 %                       | [ 77 ]        |
| 81    | 10. Mai 2020  | 1,58 Mio.        | 0,76 Mio.                 | 5,4 %              | 8,7 %                       | [ 78 ]        |
| 82    | 17. Mai 2020  | 1,44 Mio.        | —                         | 4,9 %              | 7,9 %                       | [ 79 ]        |
| 83    | 24. Mai 2020  | 1,34 Mio.        | 0,61 Mio.                 | 4,4 %              | 6,8 %                       | [ 80 ]        |
| 84    | 2. Aug. 2020  | 2,10 Mio.        | 0,98 Mio.                 | 8,4 %              | 14,1 %                      | [ 81 ]        |
| 85    | 9. Aug. 2020  | 1,37 Mio.        | 0,58 Mio.                 | —                  | 9,1 %                       | [ 82 ] [ 83 ] |
| 86    | 16. Aug. 2020 | 1,24 Mio.        | 0,56 Mio.                 | —                  | 8,3 %                       | [ 84 ] [ 85 ] |
| 87    | 23. Aug. 2020 | 1,02 Mio.        | 0,38 Mio.                 | 3,4 %              | 4,0 %                       | [ 86 ]        |
| 88    | 30. Aug. 2020 | 1,48 Mio.        | 0,63 Mio.                 | 5,8 %              | 8,5 %                       | [ 87 ]        |
| 89    | 6. Sep. 2020  | 1,43 Mio.        | 0,52 Mio.                 | 5,3 %              | 6,4 %                       | [ 88 ]        |
| 90    | 25. Okt. 2020 | 1,07 Mio.        | 0,41 Mio.                 | 3,9 %              | 4,9 %                       | [ 89 ]        |
| 91    | 1. Nov. 2020  | 1,17 Mio.        | 0,47 Mio.                 | 4,1 %              | 5,3 %                       | [ 90 ]        |
| 92    | 8. Nov. 2020  | 1,43 Mio.        | 0,61 Mio.                 | 5,0 %              | 7,0 %                       | [ 91 ]        |
| 93    | 15. Nov. 2020 | 1,53 Mio.        | 0,61 Mio.                 | 5,4 %              | 6,9 %                       | [ 92 ]        |
| 94    | 22. Nov. 2020 | 1,53 Mio.        | 0,58 Mio.                 | 5,4 %              | 6,9 %                       | [ 93 ]        |
| 95    | 29. Nov. 2020 | —                | 0,70 Mio.                 | —                  | 8,4 %                       | [ 94 ]        |
| 96    | 20. Dez. 2020 | 1,39 Mio.        | 0,56 Mio.                 | 4,6 %              | 6,3 %                       | [ 95 ]        |
| 97    | 11. Apr. 2021 | 1,49 Mio.        | 0,64 Mio.                 | 5,3 %              | 8,2 %                       | [ 96 ]        |
| 98    | 18. Apr. 2021 | 1,47 Mio.        | 0,61 Mio.                 | 5,4 %              | 8,0 %                       | [ 97 ]        |
| 99    | 25. Apr. 2021 | 1,33 Mio.        | 0,50 Mio.                 | 4,8 %              | 6,4 %                       | [ 98 ]        |
| 100   | 2. Mai 2021   | 1,67 Mio.        | 0,68 Mio.                 | 5,9 %              | 8,9 %                       | [ 99 ]        |
| 101   | 9. Mai 2021   | 1,32 Mio.        | 0,47 Mio.                 | 5,2 %              | 6,8 %                       | [ 100 ]       |
| 102   | 16. Mai 2021  | 1,39 Mio.        | 0,53 Mio.                 | 4,9 %              | 6,6 %                       | [ 101 ]       |
| 103   | 23. Mai 2021  | 1,61 Mio.        | 0,56 Mio.                 | 6,2 %              | 8,6 %                       | [ 102 ]       |
| 104   | 8. Aug. 2021  | 1,37 Mio.        | 0,49 Mio.                 | 6,1 %              | 9,1 %                       | [ 103 ]       |
| 105   | 15. Aug. 2021 | 1,22 Mio.        | 0,52 Mio.                 | 5,3 %              | 8,9 %                       | [ 104 ]       |
| 106   | 22. Aug. 2021 | 1,40 Mio.        | 0,55 Mio.                 | 6,1 %              | 9,4 %                       | [ 105 ]       |
| 107   | 29. Aug. 2021 | 1,29 Mio.        | 0,42 Mio.                 | 5,2 %              | 6,2 %                       | [ 106 ]       |
| 108   | 31. Okt. 2021 | 1,20 Mio.        | 0,33 Mio.                 | 5,2 %              | 5,7 %                       | [ 107 ]       |
| 109   | 7. Nov. 2021  | 1,17 Mio.        | 0,34 Mio.                 | 4,7 %              | 5,0 %                       | [ 108 ]       |
| 110   | 14. Nov. 2021 | 1,35 Mio.        | 0,47 Mio.                 | 5,3 %              | 6,9 %                       | [ 109 ]       |
| 111   | 21. Nov. 2021 | 1,41 Mio.        | 0,49 Mio.                 | 5,4 %              | 6,8 %                       | [ 110 ]       |
| 112   | 28. Nov. 2021 | 1,23 Mio.        | 0,39 Mio.                 | 4,5 %              | 5,2 %                       | [ 111 ]       |
| 113   | 5. Dez. 2021  | 1,18 Mio.        | 0,39 Mio.                 | 4,5 %              | 5,5 %                       | [ 112 ]       |
| 114   | 10. Apr. 2022 | 1,42 Mio.        | 0,48 Mio.                 | 5,6 %              | 7,8 %                       | [ 113 ]       |
| 115   | 17. Apr. 2022 | 1,26 Mio.        | 0,34 Mio.                 | 5,4 %              | 6,2 %                       | [ 114 ]       |
| 116   | 24. Apr. 2022 | 1,52 Mio.        | 0,54 Mio.                 | 6,2 %              | 8,9 %                       | [ 115 ]       |
| 117   | 1. Mai 2022   | 1,47 Mio.        | 0,45 Mio.                 | 5,5 %              | 7,1 %                       | [ 116 ]       |
| 118   | 8. Mai 2022   | 1,24 Mio.        | 0,42 Mio.                 | 5,1 %              | 7,1 %                       | [ 117 ]       |
| 119   | 15. Mai 2022  | 1,43 Mio.        | 0,48 Mio.                 | 6,4 %              | 8,9 %                       | [ 118 ]       |
| 120   | 31. Juli 2022 | 1,18 Mio.        | 0,38 Mio.                 | 5,4 %              | 6,9 %                       | [ 119 ]       |
| 121   | 7. Aug. 2022  | 1,41 Mio.        | 0,47 Mio.                 | 6,8 %              | 10,3 %                      | [ 120 ]       |
| 122   | 14. Aug. 2022 | 1,42 Mio.        | 0,40 Mio.                 | 7,1 %              | 8,9 %                       | [ 121 ]       |
| 123   | 21. Aug. 2022 | 1,64 Mio.        | 0,49 Mio.                 | 7,8 %              | 9,8 %                       | [ 122 ]       |
| 124   | 28. Aug. 2022 | 1,53 Mio.        | 0,50 Mio.                 | 7,3 %              | 10,7 %                      | [ 123 ]       |
| 125   | 9. Okt. 2022  | 1,46 Mio.        | 0,47 Mio.                 | 6,2 %              | 7,9 %                       | [ 124 ]       |
| 126   | 16. Okt. 2022 | 1,22 Mio.        | 0,41 Mio.                 | 5,3 %              | 7,1 %                       | [ 125 ]       |
| 127   | 23. Okt. 2022 | 1,27 Mio.        | 0,42 Mio.                 | 5,2 %              | 7,0 %                       | [ 126 ]       |
| 128   | 30. Okt. 2022 | 1,19 Mio.        | 0,28 Mio.                 | 5,2 %              | 5,1 %                       | [ 127 ]       |
| 129   | 6. Nov. 2022  | 1,61 Mio.        | 0,50 Mio.                 | 6,8 %              | 8,5 %                       | [ 128 ]       |
| 130   | 23. Apr. 2023 | 1,34 Mio.        | 0,44 Mio.                 | 5,8 %              | 8,4 %                       | [ 129 ]       |
| 131   | 30. Apr. 2023 | 1,03 Mio.        | 0,25 Mio.                 | 4,8 %              | 5,8 %                       | [ 130 ]       |
| 132   | 7. Mai 2023   | 1,16 Mio.        | 0,30 Mio.                 | 5,1 %              | 5,9 %                       | [ 131 ]       |
| 133   | 14. Mai 2023  | 1,17 Mio.        | 0,34 Mio.                 | 5,2 %              | 6,6 %                       | [ 132 ]       |
| 134   | 21. Mai 2023  | 1,64 Mio.        | 0,51 Mio.                 | 7,5 %              | 10,4 %                      | [ 133 ]       |
| 135   | 28. Mai 2023  | 1,00 Mio.        | 0,22 Mio.                 | 4,7 %              | 5,0 %                       | [ 10 ]        |
| 136   | 6. Aug. 2023  | 1,44 Mio.        | 0,52 Mio.                 | 6,6 %              | 11,4 %                      | [ 134 ]       |
| 137   | 13. Aug. 2023 | 1,17 Mio.        | 0,34 Mio.                 | 5,9 %              | 8,4 %                       | [ 135 ]       |
| 138   | 20. Aug. 2023 | 1,26 Mio.        | 0,38 Mio.                 | 6,7 %              | 9,9 %                       | [ 136 ]       |
| 139   | 27. Aug. 2023 | 1,25 Mio.        | 0,33 Mio.                 | 5,8 %              | 7,4 %                       | [ 137 ]       |
| 140   | 3. Sep. 2023  | 1,39 Mio.        | 0,42 Mio.                 | 6,7 %              | 9,6 %                       | [ 138 ]       |
| 141   | 10. Sep. 2023 | 1,49 Mio.        | 0,42 Mio.                 | 7,4 %              | 9,5 %                       | [ 139 ]       |
| 142   | 17. Sep. 2023 | 1,36 Mio.        | 0,36 Mio.                 | 6,4 %              | 7,3 %                       | [ 140 ]       |
| 143   | 22. Okt. 2023 | 1,43 Mio.        | 0,37 Mio.                 | 6,5 %              | 7,4 %                       | [ 141 ]       |
| 144   | 29. Okt. 2023 | 1,32 Mio.        | 0,32 Mio.                 | 5,7 %              | 6,2 %                       | [ 142 ]       |
| 145   | 5. Nov. 2023  | 1,38 Mio.        | 0,34 Mio.                 | 5,9 %              | 6,1 %                       | [ 143 ]       |
| 146   | 12. Nov. 2023 | 1,31 Mio.        | 0,34 Mio.                 | 5,7 %              | 6,2 %                       | [ 144 ]       |
| 147   | 28. Apr. 2024 | 1,43 Mio.        | 0,40 Mio.                 | 6,6 %              | 8,6 %                       | [ 145 ]       |
| 148   | 5. Mai 2024   | 1,31 Mio.        | 0,37 Mio.                 | 5,8 %              | 7,5 %                       | [ 146 ]       |
| 149   | 12. Mai 2024  | 1,32 Mio.        | 0,30 Mio.                 | 6,6 %              | 7,3 %                       | [ 147 ]       |

| Legende                     |
| --------------------------- |
| Höchster Wert               |
| Niedrigster Wert            |
| Episode aus Grill den Profi |

## Trivia

### RTL-Spendenmarathon
- Zum Anlass des RTL-Spendenmarathons 2014 spendete VOX für jeden erspielten Punkt jedes Teams in der Sendung vom 16. November 2014 500 Euro. Henssler erspielte in der Show 91 Punkte und die Promis 72 Punkte. Das ergab 81.500 Euro. Hinzu kamen 16.000 Euro, die Henssler durch den Sieg in allen vier Koch-Gängen erspielt hatte. Insgesamt wurden also 97.500 Euro erkocht. VOX erhöhte die Spendensumme auf 100.000 Euro.
- Zum Anlass des RTL-Spendenmarathons 2015 spendete VOX für jeden erspielten Punkt jedes Teams in der Sendung vom 15. November 2015 500 Euro. Henssler erkochte in der Show 96 Punkte und die Promis 83 Punkte. Das ergab 89.500 Euro. Hinzu kamen 16.000 Euro, die Henssler durch den Sieg in allen vier Koch-Gängen erspielt hatte. Insgesamt wurden also 105.500 Euro erkocht. VOX erhöhte die Spendensumme auf 110.000 Euro.
- Zum Anlass des RTL-Spendenmarathons 2016 spendete VOX für jeden erspielten Punkt jedes Teams in der Sendung vom 20. November 2016 500 Euro. Henssler erkochte in der Show 92 Punkte und die Promis 93 Punkte. Das ergab 92.500 Euro. Hinzu kamen 6.000 Euro, die Henssler durch den Sieg in den Koch-Gängen erspielt hatte. Insgesamt wurden also 98.500 Euro erkocht. VOX erhöhte die Spendensumme auf 120.000 Euro.
- Zum Anlass des RTL-Spendenmarathons 2019 spendete VOX für jeden erspielten Punkt jedes Teams in der Sendung vom 17. November 2019 500 Euro. Henssler erkochte in der Show 111 Punkte und die Promis 104 Punkte. Das ergab 107.500 Euro. VOX erhöhte die Spendensumme auf 120.000 Euro. Die 12.000 Euro, die Henssler und die Promis in den Koch-Gängen erspielt hatten, wurden zusätzlich addiert, sodass sich die Gesamtsumme auf 132.000 Euro erhöhte.
- Zum Anlass des RTL-Spendenmarathons 2020 spendete VOX für jeden erspielten Punkt jedes Teams in der Sendung vom 15. November 2020 500 Euro. Henssler erkochte in der Show 103 Punkte und die Promis 117 Punkte. Das ergab 110.000 Euro. VOX erhöhte die Spendensumme auf 120.000 Euro. Die 8.500 Euro, die die Promis in den Koch-Gängen erspielt hatten, wurden zusätzlich addiert; Mirja Boes gab aus eigener Tasche 2.000 Euro dazu, sodass sich die Gesamtsumme auf 130.500 Euro erhöhte.
- Zum Anlass des RTL-Spendenmarathons 2021 spendete VOX für jeden erspielten Punkt jedes Teams in der Sendung vom 14. November 2021 500 Euro. Henssler erkochte in der Show 106 Punkte und die Promis 107 Punkte. Das ergab 106.500 Euro. VOX erhöhte die Spendensumme auf 120.000 Euro. Die 10.000 Euro, die Henssler in den Koch-Gängen erspielt hatte, wurden zusätzlich addiert; sodass sich die Gesamtsumme auf 130.000 Euro erhöhte.

### Sonstiges
- Die bei einem der Quiz-Spiele verwendete Bühne im Design eines Schiffes trägt den Namen Hoppetosse.
- Während die Gespräche mit den Promis normalerweise in der „Du“-Form geführt werden, wurden Gloria von Thurn und Taxis sowie Harald Glööckler bei seiner ersten Teilnahme fast ausschließlich gesiezt.
- Innerhalb der Sommer-Specials bereiteten The BossHoss ihren Hauptgang unorthodox auf einer Motorhaube zu, daneben kamen auch schon Blumentöpfe und Dachziegel als Kochfeld zum Einsatz.
- In Ausgabe 49 vom 16. Oktober 2016 waren anstelle der üblichen vollen Minuten für den Dessertgang 21:21 Minuten Zeit vorgesehen. Laut Eigenaussage bestand Mario Barth darauf.
- In Ausgabe 50 vom 23. Oktober 2016 gab es beim Dessertgang wegen eines technischen Defekts bei Steffen Henssler eine Minute zusätzliche Zubereitungszeit.
- In Ausgabe 59 vom 23. April 2017 kam es bei der zweiten „Küchen-Competition“ zu einem Unikum. Ein Käsegebäckkügelchen sollte gegeneinander mittels Pusten hinter eine Linie befördert werden. Im dritten Durchgang einigten sich die Beteiligten aufgrund der Unförmigkeit der Kugeln und der vergeblichen Mühe beim Pusten auf ein Unentschieden, daher wurden keine Punkte verteilt. Dafür wurden in Ausgabe 66 bzw. 100 bei der zweiten bzw. dritten „Küchen-Competition“ für beide Teams jeweils drei Punkte vergeben. In der 66. Sendung trat Ruth Moschner für das Promi-Team in der dritten „Küchen-Competition“ an.
- In Ausgabe 99 vom 25. April 2021 gelang es Henssler, den vom „Rekord-Institut für Deutschland“ ausgewiesenen Weltrekord für die „meisten mit verbundenen Augen geschnittenen Karottenscheiben in 30 Sekunden“ zu brechen. Er übertraf den bisherigen Rekord von 88 Scheiben mit erzielten 96 Scheiben.[148]

## Auszeichnungen
- 2015: Bambi – Publikums-Bambi – Beste Unterhaltungssendung